# Crimele de război în invazia rusă în Ucraina

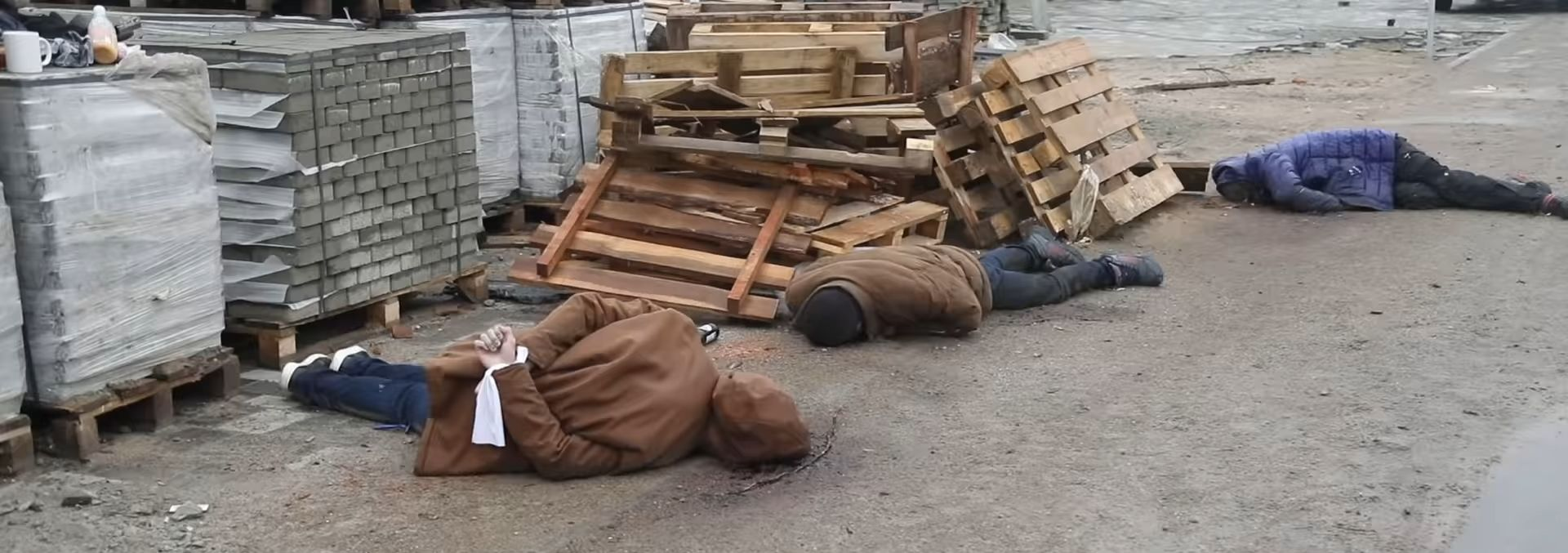
Corpurile civililor împușcați de soldații ruși zac pe o stradă din Bucea pe 3 aprilie 2022. Mâinile uneia dintre victime sunt legate la spate.

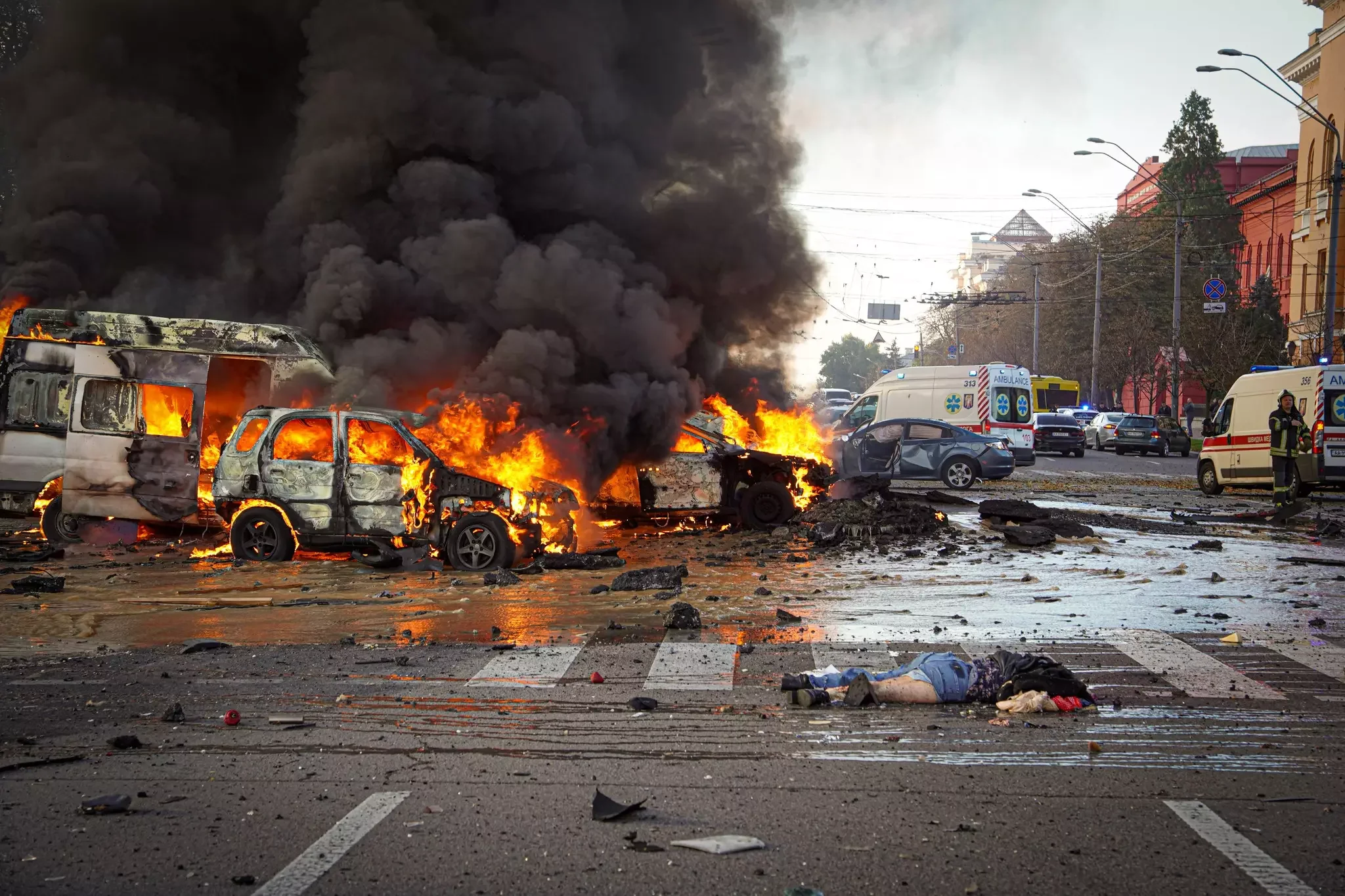
Civili uciși și mașini distruse în loviturile cu rachete rusești asupra Kievului, 10 octombrie 2022

De la începutul începutul invaziei ruse în Ucraina în 2022, armata și autoritățile ruse au comis crime de război, cum ar fi atacuri deliberate împotriva țintelor civile, inclusiv asupra spitalelor, facilităților medicale și asupra rețelei energetice; atacuri nediscriminatorii asupra zonelor dens populate; răpirea, torturarea și uciderea civililor; deportări forțate; violență sexuală; distrugerea patrimoniului cultural; și uciderea și torturarea prizonierilor de război ucraineni.
La 2 martie 2023, procurorul Curții Penale Internaționale (CPI) a deschis o anchetă completă cu privire la acuzațiile trecute și prezente de crime de război, crime împotriva umanității sau genocid comise în Ucraina de către orice persoană începând cu 21 noiembrie 2013, a creat o metodă online pentru persoanele care dețin dovezi de a iniția contactul cu anchetatorii și a trimis o echipă de anchetatori, avocați și alți profesioniști în Ucraina pentru a începe colectarea de probelor. Alte două agenții internaționale independente investighează, de asemenea, încălcări ale drepturilor omului și ale dreptului internațional umanitar în zonă: Comisia internațională independentă de anchetă privind Ucraina, instiuită de Consiliul Organizației Națiunilor Unite pentru Drepturile Omului la 4 martie 2022, și Misiunea ONU de monitorizare a drepturilor omului în Ucraina, desfășurată de Oficiul Înaltului Comisar al Națiunilor Unite pentru Drepturile Omului. Aceasta din urmă a început să monitorizeze încălcările drepturilor omului de către toate părțile în 2014 și angajează aproape 60 de observatori ai drepturilor omului ai ONU. La 7 aprilie 2022, Organizația Națiunilor Unite a suspendat Rusia din Consiliul ONU pentru Drepturile Omului. Până la sfârșitul lunii octombrie, procuratura ucraineană documentase 39.347 de presupuse crime de război rusești, identificase peste 600 de suspecți și inițiase proceduri împotriva a aproximativ 80 dintre aceștia.
La 17 martie 2023, CPI a emis mandate de arestare împotriva lui Vladimir Putin și Mariei Alekseyevna Lvova-Belova⁠(d) pentru acuzații de implicare în crima de război de răpire a copiilor în timpul invaziei din Ucraina.

Acuzațiile împotriva Forțelor Armate ale Ucrainei au inclus maltratarea și execuția prizonierilor de război ruși.Format:Campaignbox Russo-Ukrainian War

## Arme interzise
Potrivit Ucrainei, forțele ruse au folosit arme chimice de 465 de ori între 24 februarie 2022 și decembrie 2023, inclusiv grenade K-51, grenade RGR, grenade cu gaz de mână Drofa-PM și grenade cu gaz RG-VO, care conțin o substanță chimică necunoscută. Forbes au raportat că acestea au folosit probabil gaz CS (gaz lacrimogen).
În mai 2024, Departamentul de Stat al Statelor Unite a impus noi sancțiuni împotriva entităților și persoanelor fizice din Rusia din cauza utilizării cloropicrinei de către forțele ruse împotriva trupelor ucrainene.

## Răpire și deportare
Curtea Penală Internațională recunoaște răpirea și deportarea ca o crimă de război, iar strămutarea forțată a copiilor ca o formă de genocid.

### Răpirea copiilor ucraineni
Potrivit autorităților ucrainene, forțele ruse au răpit peste 121.000 de copii ucraineni și i-au deportat în provinciile estice ale Rusiei. Părinții unora dintre acești copii au fost uciși de armata rusă. Duma de Stat a Rusiei a inițiat o legislație pentru a oficializa „adopția” acestor copii.
Ministerul ucrainean al Afacerilor Externe a condamnat acest act ca o „amenințare flagrantă de adopție ilegală a copiilor ucraineni de către cetățeni ruși, fără respectarea procedurilor necesare stabilite de legislația ucraineană”. Ministerul a făcut apel la organismele Organizației Națiunilor Unite să intervină pentru a facilita întoarcerea acestor copii în Ucraina.
La 1 iunie 2022, președintele ucrainean Volodîmîr Zelenski a acuzat Rusia de deportarea forțată a peste 200.000 de copii din Ucraina, inclusiv orfani și copii separați de familiile lor. El a descris această acțiune drept o „crimă de război odioasă” și o „politică criminală”, menită nu numai să fure oameni, ci și să-i facă pe deportați să uite de Ucraina și să împiedice capacitatea lor de a se întoarce.
Potrivit oficialilor ucraineni și a doi martori, forțele ruse au deportat cu forța mii de locuitori din Ucraina în Rusia în timpul asediului de la Mariupol. La 24 martie, Ministerul ucrainean al Afacerilor Externe a susținut că armata rusă a deportat cu forța aproximativ 6.000 de locuitori din Mariupol ca „ostatici” și a pus mai multă presiune pe Ucraina. Mariupol au avut posibilitatea de a „alege în mod voluntar” dacă să fie evacuați către teritoriul controlat de Ucraina sau de Rusia și că, până la 20 martie, aproximativ 60.000 de locuitori din Mariupol au fost „evacuați în Rusia”. Human Rights Watch nu a fost în măsură să verifice aceste relatări.
Ambasada SUA la Kiev a citat Ministerul ucrainean de Externe, afirmând că 2.389 de copii ucraineni au fost luați ilegal din Donețk și Lugansk și duși în Rusia.
La 24 martie, ombudsmanul⁠(d) ucrainean pentru drepturile omului a declarat că peste 402.000 de ucraineni au fost duși cu forța în Rusia, inclusiv aproximativ 84.000 de copii. Autoritățile ruse au declarat că peste 384.000 de persoane, inclusiv peste 80.000 de copii, au fost evacuate în Rusia din Ucraina și din republicile autoproclamate Donețk și Lugansk.
Deportarea persoanelor protejate, cum ar fi civilii, în timpul războiului este interzisă de articolul 49 din cea de-a patra Convenție de la Geneva. La 7 iunie, specialistul Human Rights Watch Tanya Lokshina⁠(d) a subliniat acest lucru, reiterând că deportarea forțată involuntară este în sine o crimă de război și a solicitat Rusiei să pună capăt acestei practici. În plus, Human Rights Watch și Kharkiv Human Rights Protection Group au raportat cazuri în care refugiații au fost intimidați și presați să implice personalul Forțelor Armate ale Ucrainei în crime de război în cadrul unor lungi ședințe de interogatoriu, inclusiv în cazul atacului aerian asupra teatrului Mariupol.
| Perioada de timp               | Deportați           | Sursă                |
| ------------------------------ | ------------------- | -------------------- |
| 18 februarie                   | 90.000 (DNR și LNR) | Ombudsmanul Ucrainei |
| 24 februarie – 24 martie 2022  | 402.000             | Ombudsmanul Ucrainei |
| 24 februarie – 11 aprilie 2022 | 700.000             | Ombudsmanul Ucrainei |
| 24 februarie – 28 aprilie 2022 | 1.000.000           | Ombudsmanul Ucrainei |

### Detenția arbitrară și dispariția forțată
În martie 2022, Înaltul Comisar al Organizației Națiunilor Unite pentru Drepturile Omului a raportat 270 de cazuri de detenție arbitrară și dispariție forțată a civililor, dintre care opt au fost găsiți morți ulterior. OHCHR a informat Consiliul pentru Drepturile Omului că detenția arbitrară a civililor, inclusiv a 21 de jurnaliști și activiști ai societății civile, a devenit „generalizată” pe teritoriul controlat de forțele ruse și de grupurile armate afiliate. Nouă dintre aceștia ar fi fost deja eliberați. Misiunea de monitorizare a drepturilor omului a verificat, de asemenea, arestarea și detenția a 24 de funcționari publici și agenți civili, inclusiv trei primari, de către forțele armate ruse și grupurile armate afiliate ale republicilor autoproclamate Lugansk și Donețk.
Dreptul internațional umanitar permite internarea civililor în timpul unui conflict armat numai atunci când aceștia reprezintă în mod individual o amenințare la adresa securității, iar toate persoanele reținute al căror statut de prizonier de război (PoW) este îndoielnic trebuie tratate ca prizonieri de război în temeiul Convenției de la Geneva până la stabilirea statutului lor. Rapoartele privind civili dispăruți, majoritatea bărbați, au fost numeroase la vest de Kiev pe măsură ce trupele ruse s-au retras. O femeie din Makariv a declarat reporterilor că a văzut cum soldații ruși i-au luat ginerele din casă sub amenințarea armei și că acesta nu a mai fost văzut de atunci. Un alt bărbat a dispărut în Șpakî, în timp ce încerca să livreze benzină unui prieten. Doar mașina sa arsă și plină de gloanțe a fost găsită ulterior de trupele ucrainene.
La 5 iulie 2022, Consiliul pentru Drepturile Omului a declarat că detenția arbitrară a civililor a devenit „larg răspândită” OHCHR a raportat, de asemenea, că de la începutul invaziei Serviciul de Securitate al Ucrainei și Poliția Națională au arestat peste o mie de susținători proruși și că 12 cazuri ar putea fi considerate dispariții forțate de către organele ucrainene de aplicare a legii.
La 15 mai 2022, 62 de victime (44 de bărbați și 18 femei) ale dispariției forțate fuseseră eliberate de grupuri armate ruse și afiliate Rusiei. Cel mai adesea, victimele au fost eliberate în cadrul unor „schimburi de prizonieri” între Rusia și Ucraina. Potrivit OHCHR, astfel de schimburi ar putea constitui cazuri de luare de ostatici; în cazul în care eliberarea de către Rusia a civililor ucraineni deținuți a fost condiționată de eliberarea de către Ucraina a prizonierilor de război ruși, acest lucru, în cazul unui conflict armat, reprezintă o crimă de război.

### Lagăre de filtrare
Persoanele evacuate din Mariupol și-au exprimat îngrijorarea cu privire la tratamentul aplicat de trupele ruse celorlalți evacuați într-un lagăr de filtrare rusesc care ar fi adăpostit civili până la evacuarea lor. Oficialii ucraineni au numit lagărele ca fiind similare cu „lagărele de concentrare moderne”. Refugiații au raportat torturi și omoruri în taberele de filtrare, în special în Mariupol, inclusiv bătăi, electrocutare și sufocare cu pungi de plastic pe cap.
Refugiaților li s-au luat amprentele, au fost fotografiați din toate părțile și li s-au verificat telefoanele. Oricine era considerat un „nazist ucrainean” era dus la Donețk pentru interogatoriu. Refugiații au declarat reporterilor că taberele nu aveau produse de primă necesitate și că majoritatea evacuărilor au forțat refugiații să intre în Rusia.
La 5 iulie, OHCHR și-a exprimat îngrijorarea cu privire la locul și tratamentul celor aflați încă în procesul de filtrare, care ar putea fi deținuți în locații necunoscute cu risc ridicat de tortură și rele tratamente.

## Atacurile asupra civililor

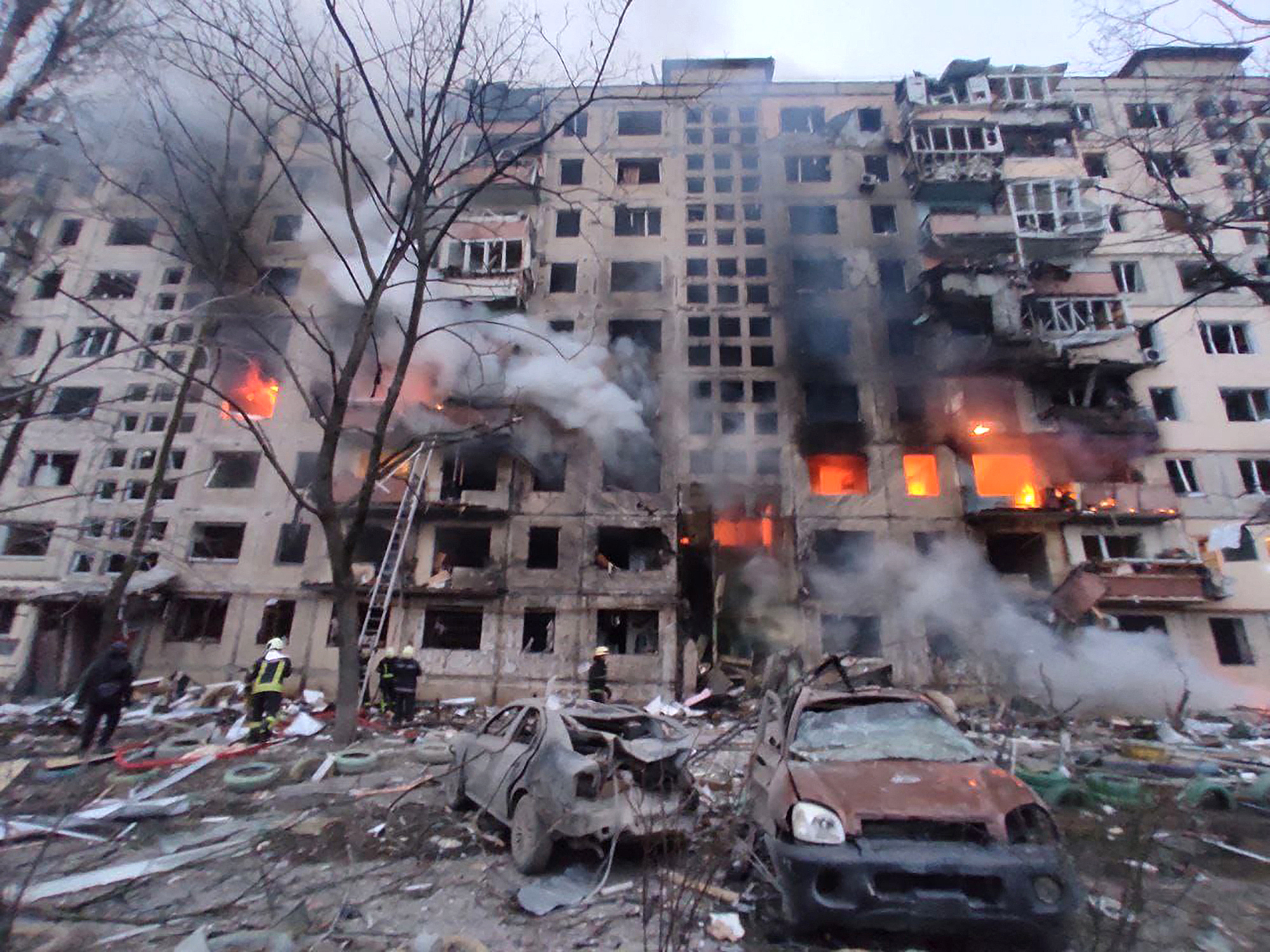
Clădiri rezidențiale bombardate în Kiev, 14 martie 2022

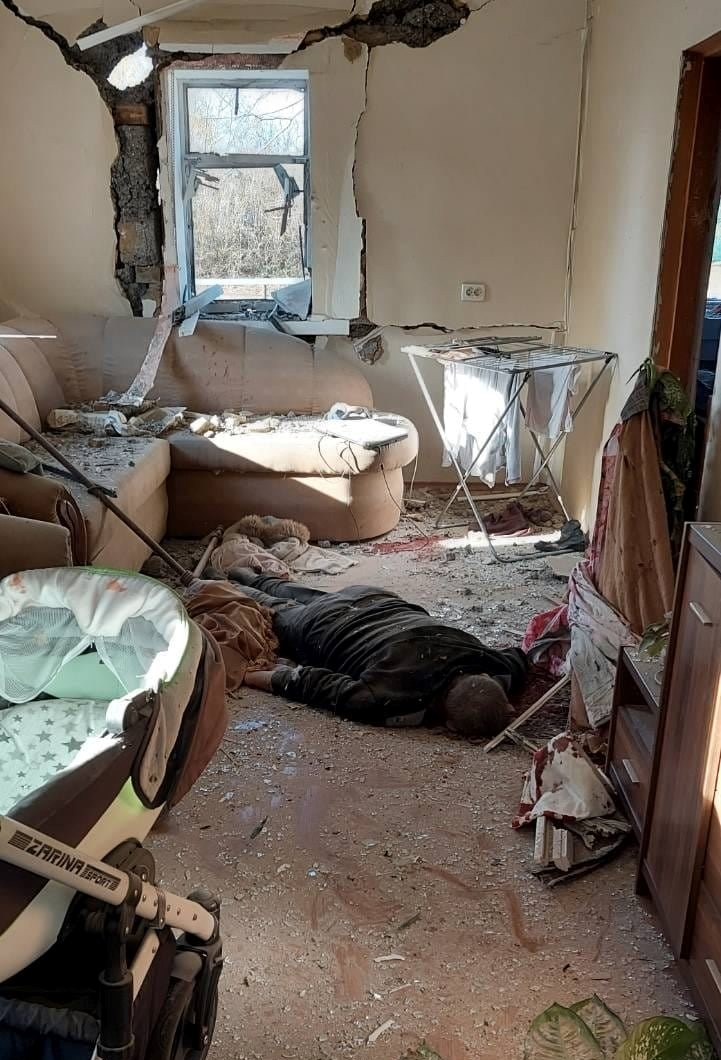
Un civil ucrainean ucis în timpul bombardamentelor rusești de la Cernihiv, 28 februarie 2022

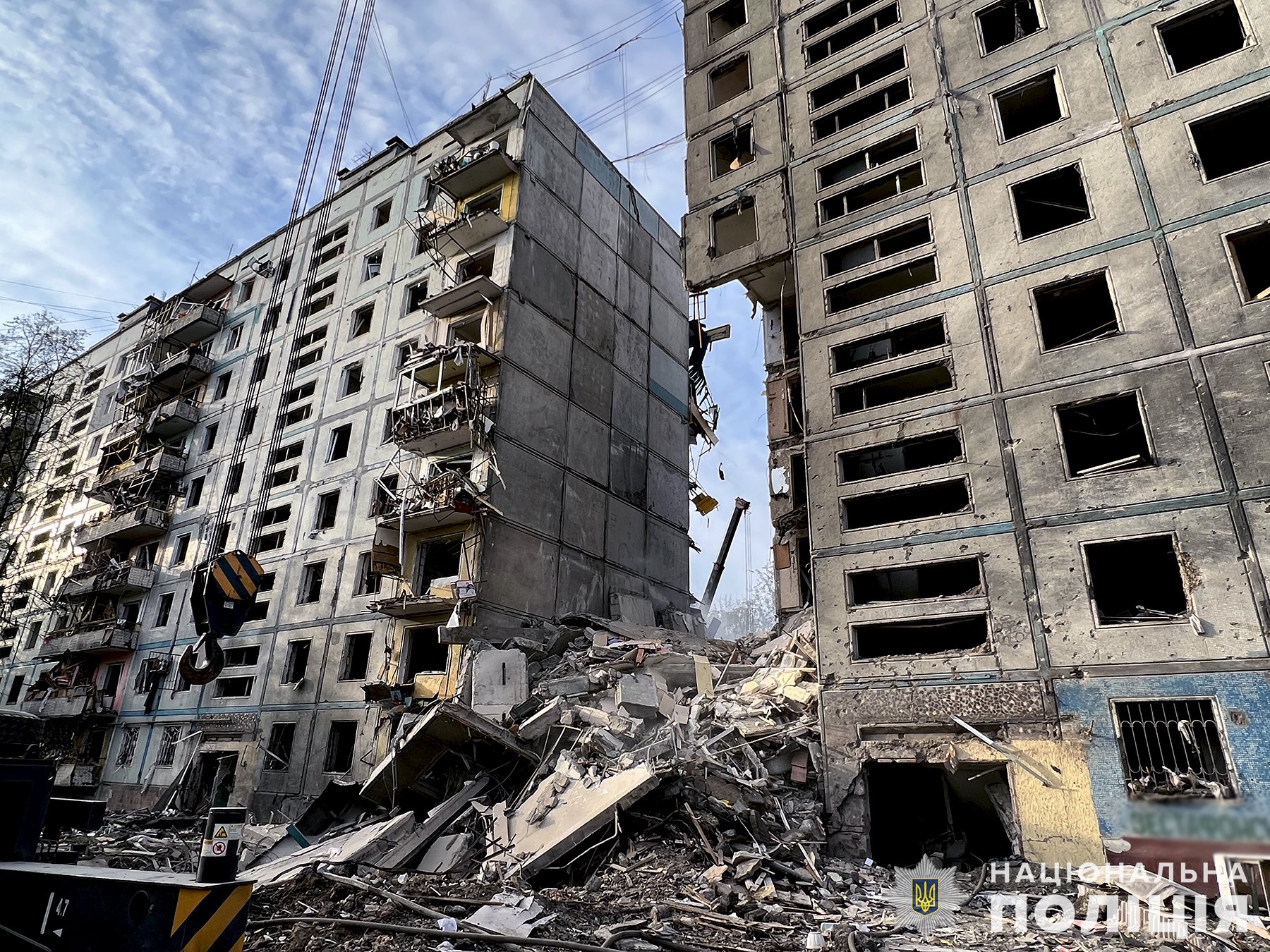
Pagube la o clădire rezidențială din Zaporijjea, controlată de Ucraina, în urma atacului aerian din 9 octombrie 2022

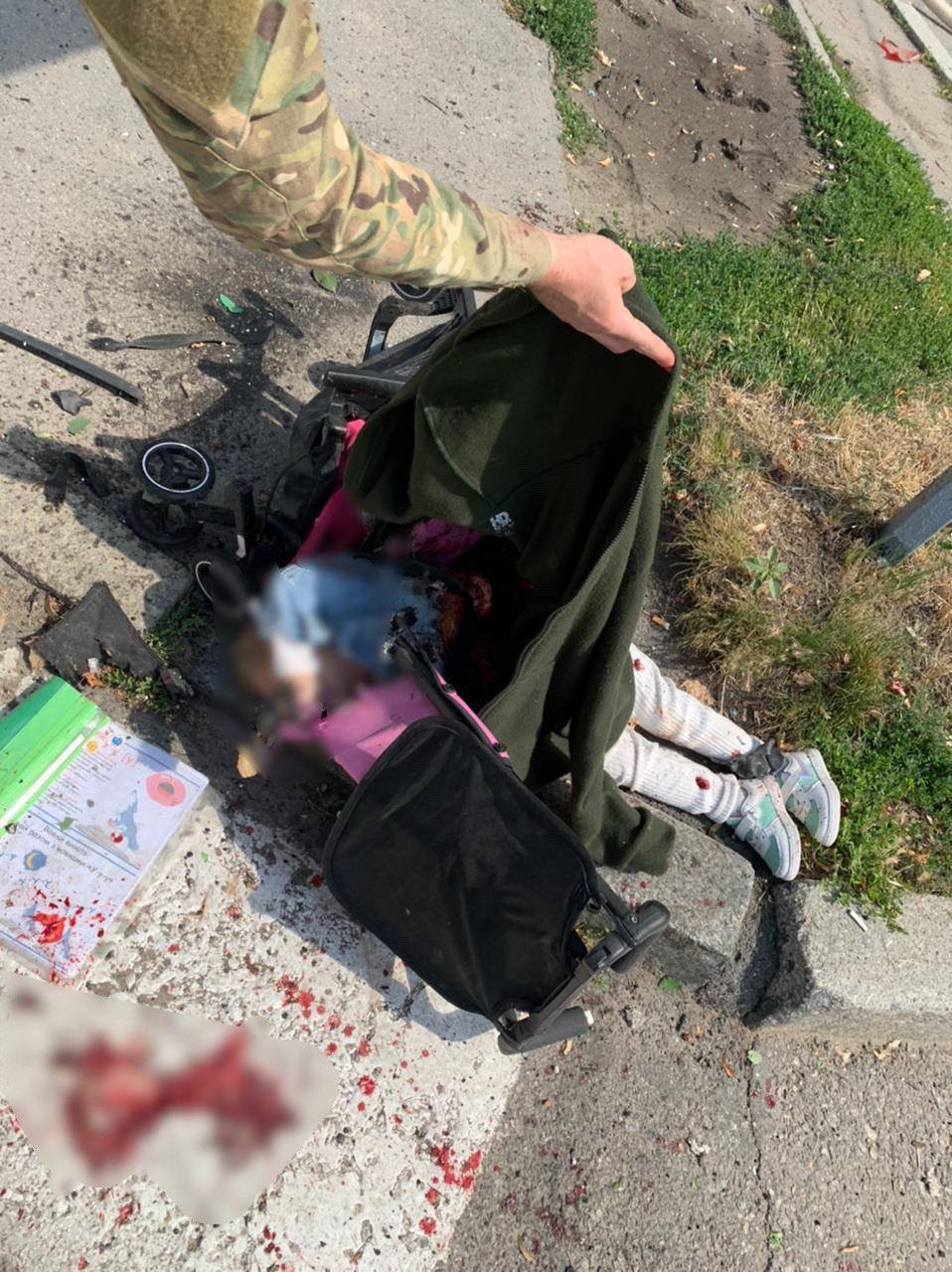
Trupul unui copil ucis într-un atac cu rachete rusești asupra centrului orașului Vinîțea

Carta Curții Penale Internaționale definește atacurile împotriva infrastructurii civile drept crime de război. Misiunea ONU de monitorizare a drepturilor omului în Ucraina a declarat că Rusia a efectuat atacuri și lovituri nediscriminatorii asupra bunurilor civile, cum ar fi case, spitale, școli și grădinițe. La 25 februarie, Amnesty International a declarat că forțele ruse „au arătat un dispreț flagrant față de viețile civililor prin utilizarea de rachete balistice și alte arme explozive cu efecte la scară largă în zone dens populate”. Rusia a susținut în mod fals că a folosit doar arme ghidate cu precizie, a declarat Amnesty, iar atacurile asupra Vuhledar, Harkov și Umani, au fost probabil crime de război
O declarație din 3 martie a Înaltului Comisariat al Organizației Națiunilor Unite pentru Drepturile Omului a declarat că a înregistrat cel puțin 1006 victime civile în prima săptămână a invaziei, dar consideră că cifrele reale au fost „considerabil mai mari”.
Organizația Mondială a Sănătății a declarat la 6 martie că mai multe centre de îngrijire medicală au fost atacate, iar directorul general Tedros Adhanom Ghebreyesus a menționat că „atacurile asupra unităților sau lucrătorilor din domeniul sănătății încalcă neutralitatea medicală și încalcă dreptul umanitar internațional”.
Rusia a încălcat în mod repetat dreptul internațional umanitar prin atacuri nediscriminatorii și atacuri directe asupra țintelor civile, a declarat Amnesty, iar rapoartele și imaginile verificate au demonstrat numeroase lovituri asupra spitalelor și școlilor și utilizarea de arme explozive imprecise și arme interzise, cum ar fi bombele cu dispersie.
La 5 iulie, Înaltul Comisar al ONU pentru Drepturile Omului, Michelle Bachelet, a raportat că majoritatea victimelor civile documentate de biroul său au fost cauzate de utilizarea repetată de către ruși a armelor explozive în zonele populate și că bilanțul civil ridicat al armelor și tacticilor nediscriminatorii a devenit „indiscutabil”.
Rapoartele privind utilizarea munițiilor cu dispersie în zonele populate din Ucraina au generat îngrijorări cu privire la victimele civile. Nici Federația Rusă, nici Ucraina nu au ratificat Convenția din 2008 privind munițiile cu dispersie, dar principiile dreptului internațional umanitar interzic atacurile nediscriminatorii și disproporționate. Înaltul Comisar al ONU pentru Drepturile Omului a declarat că munițiile cu dispersie au fost utilizate atât de forțele armate ruse, cât și de separatiștii proruși și, într-o mai mică măsură, de forțele armate ucrainene.
La 19 iunie 2023, The New York Times a raportat că a văzut peste 1000 de fotografii ale munițiilor cu dispersie în zone populate. Acesta a afirmat că majoritatea erau rachete neghidate, cu tendința de a provoca pagube colaterale civililor.

### Regiunile Kiev și Cernihiv
Human Rights Watch a declarat că, în Starîi Bîkiv forțele ruse au adunat cel puțin șase bărbați la 27 februarie și i-au executat. Soldații au plecat la 31 martie după mai multe execuții. Majoritatea proprietăților din Starîi Bîkiv și Novîi Bîkiv au fost deteriorate sau distruse, inclusiv școala.
Pe 28 februarie, cinci civili care apărau oficiul poștal din Peremoha ar fi fost executați sumar de către ruși, care ulterior au aruncat în aer oficiul poștal.
La 7 martie, o dronă a Forțelor ucrainene de apărare teritorială, aflată în apropierea autostrăzii E40 din afara Kievului, a filmat trupele ruse împușcând un civil cu mâinile ridicate. Când forțele ucrainene au recucerit zona patru săptămâni mai târziu, o echipă de știri a BBC a găsit cadavrele arse ale bărbatului și ale soției acestuia lângă mașina lor arsă. Cel puțin zece cadavre erau aliniate de-a lungul autostrăzii, unele dintre ele fiind de asemenea arse. Două purtau uniforme militare ucrainene recognoscibile. Imaginile filmate cu drona au fost prezentate autorităților ucrainene și Poliției Metropolitane din Londra.
Rusia a înaintat progresiv pe 26 martie 2022 spre Donbas. Primarul orașului Borodeanka a declarat că soldații ruși au tras prin toate ferestrele deschise în timp ce convoiul lor se deplasa prin oraș. Rușii care se retrăgeau au minat, de asemenea, orașul. Locuitorii acestuia au declarat ulterior că ocupanții ruși i-au vizat în mod deliberat și au blocat eforturile de salvare.
Poliția regională din Kiev a raportat la 15 aprilie că 900 de cadavre civile au fost găsite în regiune după retragerea rușilor, dintre care mai mult de 350 în Bucea. Ei au declarat că aproape 95% dintre acestea au fost „pur și simplu executate”. Cadavrele au continuat să fie găsite sub dărâmături și în gropi comune. Până la 15 mai, peste 1.200 de cadavre civile fuseseră recuperate numai în regiunea Kiev.
Ministerul ucrainean al Apărării a declarat că alți 132 au fost găsiți în Makariv și i-a acuzat pe ruși de torturarea și uciderea lor.
La 5 iulie, OHCHR a declarat că lucrează la peste 300 de rapoarte privind uciderea deliberată a civililor de către Rusia, cu dovezi prima facie, declarații ale martorilor și interceptări ucrainene ale conversațiilor militare ruse, precum și planuri de urgență ruse pentru gropi comune.

### Masacrul de la Bucea

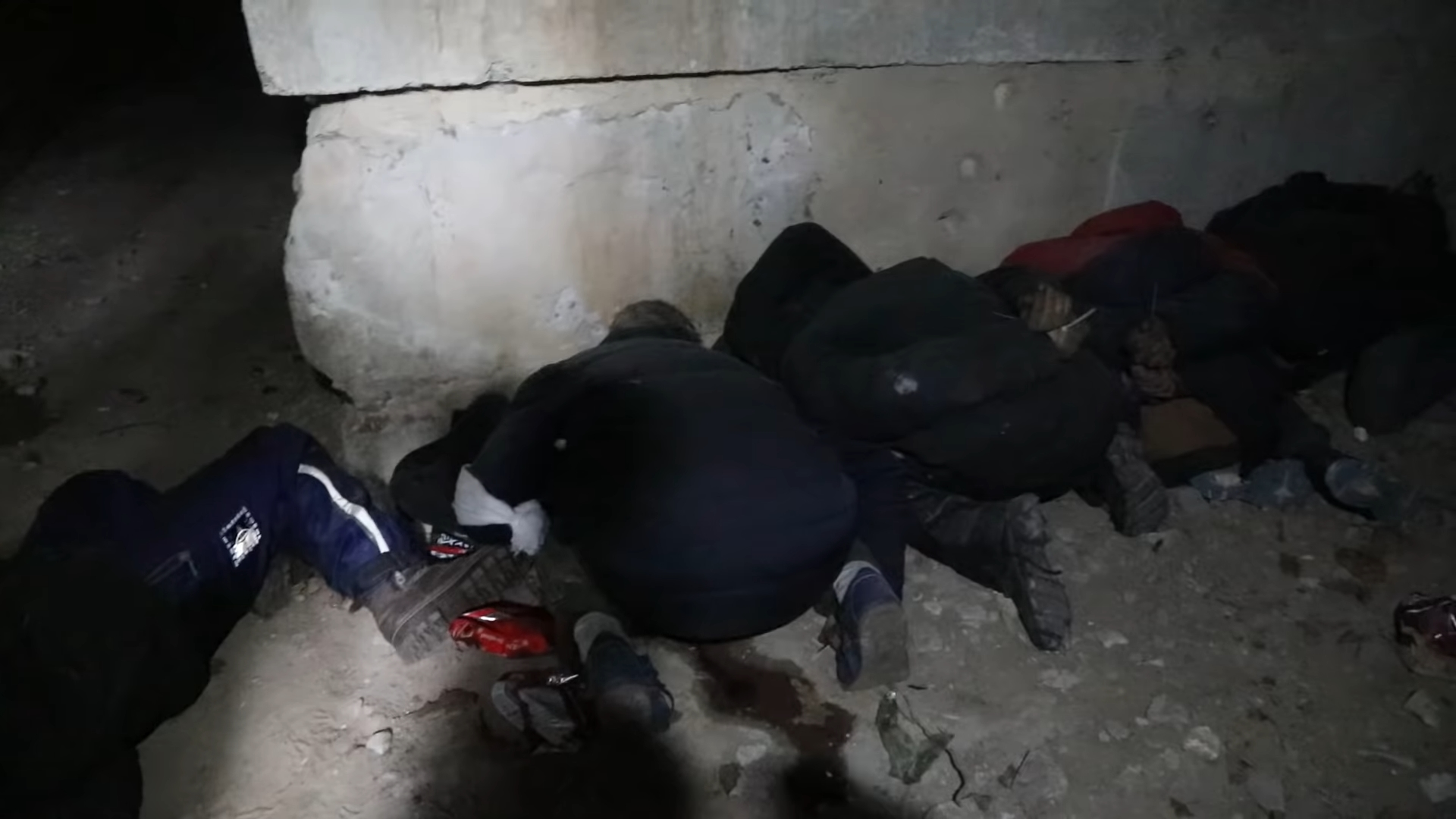
Civili executați cu încheieturile mâinilor legate cu cătușe de plastic, într-un subsol din Bucea, 3 aprilie 2022

Forțele ruse la nord de Kiev s-au retras la sfârșitul lunii martie, au apărut videoclipuri cu cadavre pe străzi, cel puțin douăzeci în haine civile. AFP a văzut cel puțin douăzeci de cadavre de civili pe stradă, toate împușcate în ceafă. Cel puțin unul avea mâinile legate, Alte 270 până la 280 au fost îngropate în gropi comune. Poliția a declarat la 15 aprilie că a găsit 350 de cadavre în Bucea, majoritatea cu răni prin împușcare.
O înregistrare video cu dronă verificată de The New York Times a arătat două vehicule blindate rusești trăgând asupra unui civil care mergea pe bicicletă. O înregistrare video ulterioară a arătat cadavrul zăcând lângă bicicletă. The Economist a relatat despre un bărbat prins la un punct de control care a primit foc de artilerie, apoi a fost capturat, bătut și torturat, apoi dus afară pentru a fi împușcat. El a făcut pe mortul până când a putut fugi. BBC News a raportat cadavre legate de civili la un templu, călcate de un tanc.
Forțele de Apărare Teritorială au difuzat o înregistrare video cu 18 cadavre mutilate în Zabucicea, raionul Bucea. Un soldat ucrainean a declarat că unele cadavre aveau urechile tăiate, iar dinții altora fuseseră scoși. Radio Free Europe/Radio Liberty a raportat o „pivniță de execuție” folosită de forțele ruse. Soldații ruși au ucis o femeie și copilul ei de 14 ani după ce au aruncat grenade fumigene într-un subsol unde se ascundeau.
Tancurile rusești au intrat în Bucea trăgând la întâmplare în ferestrele caselor în timp ce se deplasau pe străzi. The New York Times a declarat că lunetiștii din clădirile înalte trăgeau în oricine mișca. Un martor a declarat pentru Radio Free Europe/Radio Liberty că rușii „omorau oamenii sistematic. Am auzit personal cum un lunetist se lăuda că a „omorât” doi oameni pe care i-a văzut la ferestrele apartamentelor...” Potrivit martorilor, trupele au tras asupra civililor care căutau apă și mâncare și le-au ordonat să se întoarcă înăuntru fără a le oferi cele mai elementare necesități, precum apă și căldură. Trupele ruse au tras nediscriminat în clădiri și au refuzat ajutorul medical civililor răniți, a declarat HRW.
Soldații ruși au verificat documentele și au ucis pe oricine a luptat în Donbas sau avea tatuaje cu simboluri de dreapta sau ucrainene, a declarat un martor. În ultimele zile de ocupație, luptătorii ceceni Kadîroviți au tras în fiecare civil pe care l-au întâlnit. Un locuitor a declarat că rușii au verificat telefoanele mobile pentru a găsi dovezi de „activitate antirusească” înainte de a lua oamenii sau de a-i împușca.
Associated Press a văzut cadavre carbonizate pe o stradă rezidențială din apropierea unui loc de joacă din Bucea pe 5 aprilie. Unul avea o gaură de glonț în craniu, altul era corpul ars al unui copil. Ei nu au putut să le identifice sau să stabilească modul în care au murit. Anchetatorii ucraineni au găsit decapitări, mutilări și cadavre incinerate, iar a doua zi încă trei cadavre într-o fabrică de sticlă, a raportat The Washington Post. Cel puțin un cadavru era capcană, minat cu sârme capcană. HRW a raportat „dovezi extinse de execuții sumare... și tortură” în Bucea și 16 ucideri aparent ilegale, nouă execuții sumare și șapte ucideri fără discernământ ale civililor.
La 19 mai, The New York Times a publicat o înregistrare video cu parașutiști ruși care conduc un grup de civili, aflați în mod clar în custodia Rusiei cu câteva minute înainte de execuția lor. Înregistrarea video confirmă relatările martorilor oculari.
Până la 8 august au fost recuperate 458 de cadavre, inclusiv 9 copii; 419 au fost ucise cu arme și 39 au murit din cauze naturale posibil legate de ocupație.
La 7 decembrie, OHCHR a raportat că Misiunea de Monitorizare în Ucraina a documentat cel puțin 73 de ucideri ilegale ale civililor în Bucea și că încă mai confirmă alte 105.

### Regiunea Harkov

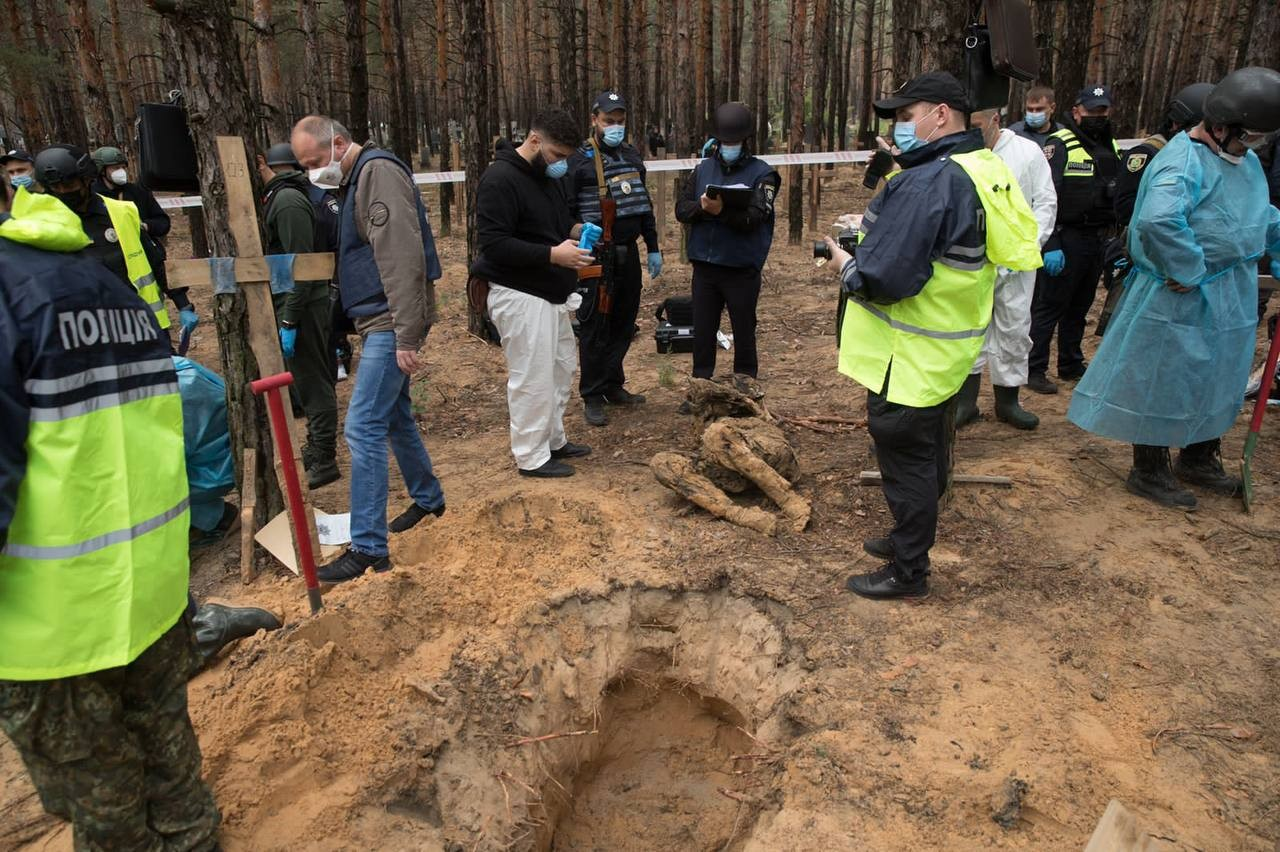
Corpuri exhumate din gropile comune din Izium

La 15 septembrie 2022, după ce forțele ruse au fost alungate din Izium, sute de morminte cu cruci simple de lemn, majoritatea marcate doar cu numere, au fost găsite în pădurile din apropierea orașului. Unul dintre mormintele mai mari purta un marcaj care spunea că conținea cadavrele a cel puțin 17 soldați ucraineni. Anchetatorii ucraineni au declarat că au fost găsite 447 de cadavre: 414 dintre acestea fiind civili (215 bărbați, 194 femei, 5 copii), 22 de soldați și 11 cadavre al căror sex nu fusese încă determinat până la 23 septembrie. În timp ce unele victime au fost cauzate de focuri de artilerie și de lipsa asistenței medicale, majoritatea prezentau semne de moarte violentă și 30 de tortură și execuție sumară, inclusiv frânghii în jurul gâtului, mâini legate, membre rupte și amputarea organelor genitale.
În Kupiansk, forțele de ordine locale au găsit cadavrele unei familii de trei persoane și ale vecinului acesteia, împușcate de la mică distanță la mijlocul lunii septembrie și îngropate într-o groapă comună. Cadavrele aveau răni de glonț în piept și în cap. Carcase de arme automate au fost găsite într-o pivniță din apropiere. La 6 octombrie, poliția a găsit două cadavre de bărbați torturați într-un atelier de fabricare a cărămizilor, unul dintre aceștia având o rană de glonț.
La 5 octombrie 2022, gropi comune au fost găsite și în Liman, trupele ucrainene și forțele de ordine au găsit 110 tranșee care conțineau morminte, unele pentru copii, la cimitirul Nova Masliakivka. Atât civili, cât și soldați, cele 55 de cadavre prezentau „răni provocate de explozibili și proiectile, precum și răni provocate de gloanțe”. Printre morți se aflau o familie și copilul lor în vârstă de 1 an. De asemenea, au fost găsite 34 de cadavre ale unor soldați ucraineni; în total, în oraș au fost găsite 144 de cadavre, dintre care 108 în gropi comune; printre morți, 85 erau civili. Martorii au declarat că trupele ruse i-au ucis pe toți cei care i-au ajutat pe soldații ucraineni și i-au forțat pe localnici să îngroape cadavrele. Ei au spus că multe cadavre au fost lăsate zile întregi în stradă.
La 30 august 2024, oficialii au declarat că șase persoane au murit, inclusiv o fată de 14 ani, și 55 de persoane au fost rănite în urma unui atac rusesc cu bombă ghidată la Harkov, care a lovit un bloc de apartamente cu 12 etaje și un loc de joacă. În urma atacului, ambasadoarea SUA Bridget A Brink⁠(d) a cerut Rusiei să fie „trasă la răspundere pentru aceste crime de război” din Harkov.

### Trosteaneț
După recucerirea orașului Trosteaneț din regiunea Sumî, morga a raportat că cel puțin o persoană a fost torturată și ucisă de ruși, iar tinerii au fost răpiți. Spitalul a fost de asemenea bombardat; localnicii i-au acuzat pe ruși.
Reporterii de la The Guardian au vizitat orașul după ce a fost recucerit și au găsit dovezi de execuții, jafuri și tortură. Primarul a declarat că rușii au ucis între 50 și 100 de civili în timpul ocupației lor a orașului. Un martor a declarat că soldații ruși au tras în aer pentru a speria femeile care livrau mâncare bătrânilor, strigând „Fugiți, curvelor!”.

### Împușcarea vehiculelor civile

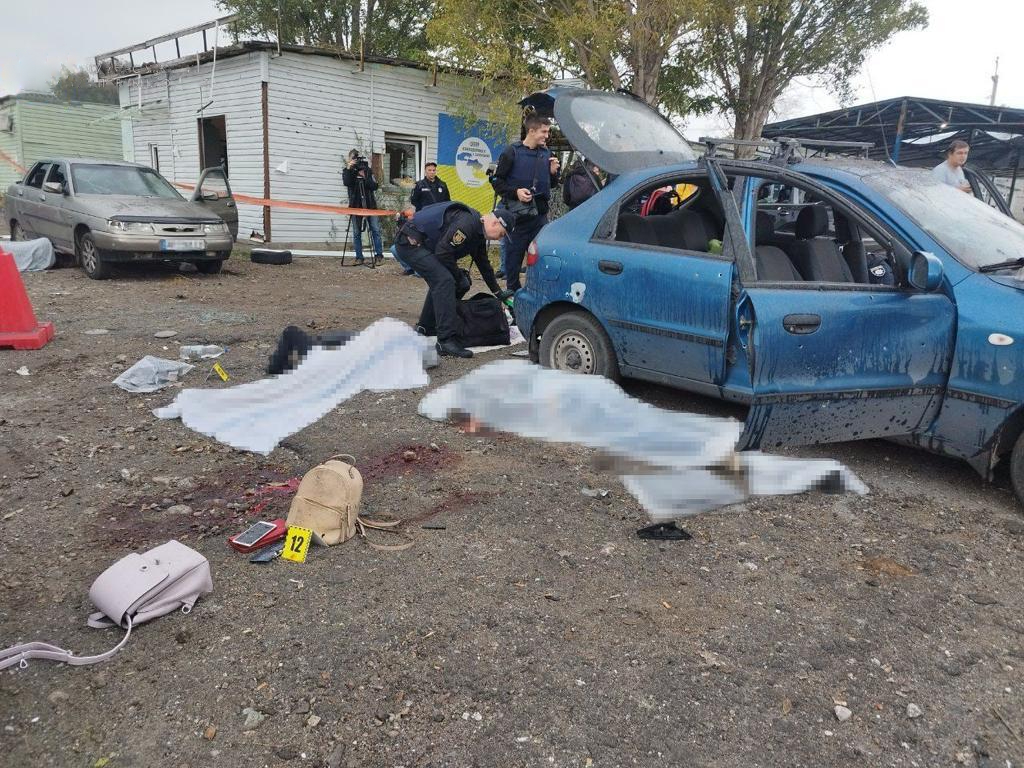
Uciderea civililor ucraineni în timpul atacului cu convoiul civil Zaporijjea de către armata rusă cu sisteme de rachete S-300 în septembrie 2022

Potrivit autorităților regionale ucrainene, cel puțin 25 de civili, inclusiv șase copii, au fost uciși în atacuri asupra mașinilor care încercau să fugă din Cernihiv sau atacați în locuri publice; un astfel de incident a implicat uciderea unui băiat de 15 ani la 9 martie, investigat de BBC și raportat la 10 aprilie. La 2 mai, un raport Human Rights Watch a documentat trei incidente în regiunile Kiev și Cernihiv în care rușii au tras asupra mașinilor care treceau, ucigând șase civili și rănind trei. Relatările martorilor și investigațiile la fața locului au arătat că atacurile au fost probabil deliberate și au sugerat că rușii au tras și asupra altor vehicule.
La 28 februarie, forțele ruse au tras în două vehicule care încercau să fugă din Hostomel, la nord-vest de Kiev. La 3 martie, în aceeași zonă, acestea au deschis focul asupra unui vehicul cu patru bărbați care urmau să negocieze livrarea de ajutor umanitar. În satul Nova Basan, din regiunea Cernihiv, soldații ruși au tras asupra unei dube civile în care se aflau doi bărbați, rănind unul dintre aceștia; apoi l-au scos pe cel de-al doilea bărbat din dubă și l-au executat sumar, în timp ce bărbatul rănit a scăpat.
De asemenea, înregistrările video ale camerelor de supraveghere din 28 februarie arată că doi civili (un bărbat în vârstă de 72 de ani și o femeie în vârstă de 68 de ani) au fost uciși atunci când mașina lor a fost spulberată de focurile de armă trase de un vehicul blindat rusesc de luptă de infanterie BMP⁠(d) lla intersecția străzii Bogdan Hmelnîțkîi cu strada Okruzhna, în apropierea spitalului din Makari.
Kyiv Independent a raportat că, la 4 martie, forțele ruse au ucis trei civili ucraineni neînarmați care tocmai livrau hrană pentru câini la un adăpost pentru câini din Bucea. În timp ce se apropiau de casa lor, un vehicul blindat rusesc a deschis focul asupra mașinii. Într-un alt incident, pe 5 martie, în jurul orei 7:15, în Bucea, o pereche de mașini care transportau două familii care încercau să părăsească orașul au fost reperate de soldații ruși în timp ce vehiculele virau pe strada Chkalova. Forțele ruse aflate într-un vehicul blindat au deschis focul asupra convoiului, omorând un bărbat din al doilea vehicul. Mașina din față a fost lovită de focuri de mitralieră, ucigând instantaneu doi copii și pe mama lor.
La 27 martie, armata rusă a tras asupra unui convoi de mașini în care se aflau civili care fugeau din satul Stepanki, de lângă Harkov. O femeie în vârstă și o fată în vârstă de 13 ani au fost ucise. Incidentul a fost investigat atât de echipa privind crimele de război a biroului procurorului din regiunea Harkov, cât și de postul canadian de știri Global News⁠(d). Biroul procurorului a declarat că, la 26 martie, un comandant rus a dat ordinul de a lansa rachete asupra zonelor civile pentru a crea un sentiment de panică în rândul populației. Global News a prezentat ceea ce a considerat a fi deficiențe în ancheta oficială.
La 18 aprilie, în timpul capturării Kreminnei, forțele ruse au fost acuzate că au împușcat patru civili care fugeau în mașinile lor.

#### Focuri de armă asupra convoiului civil din Kupiansk

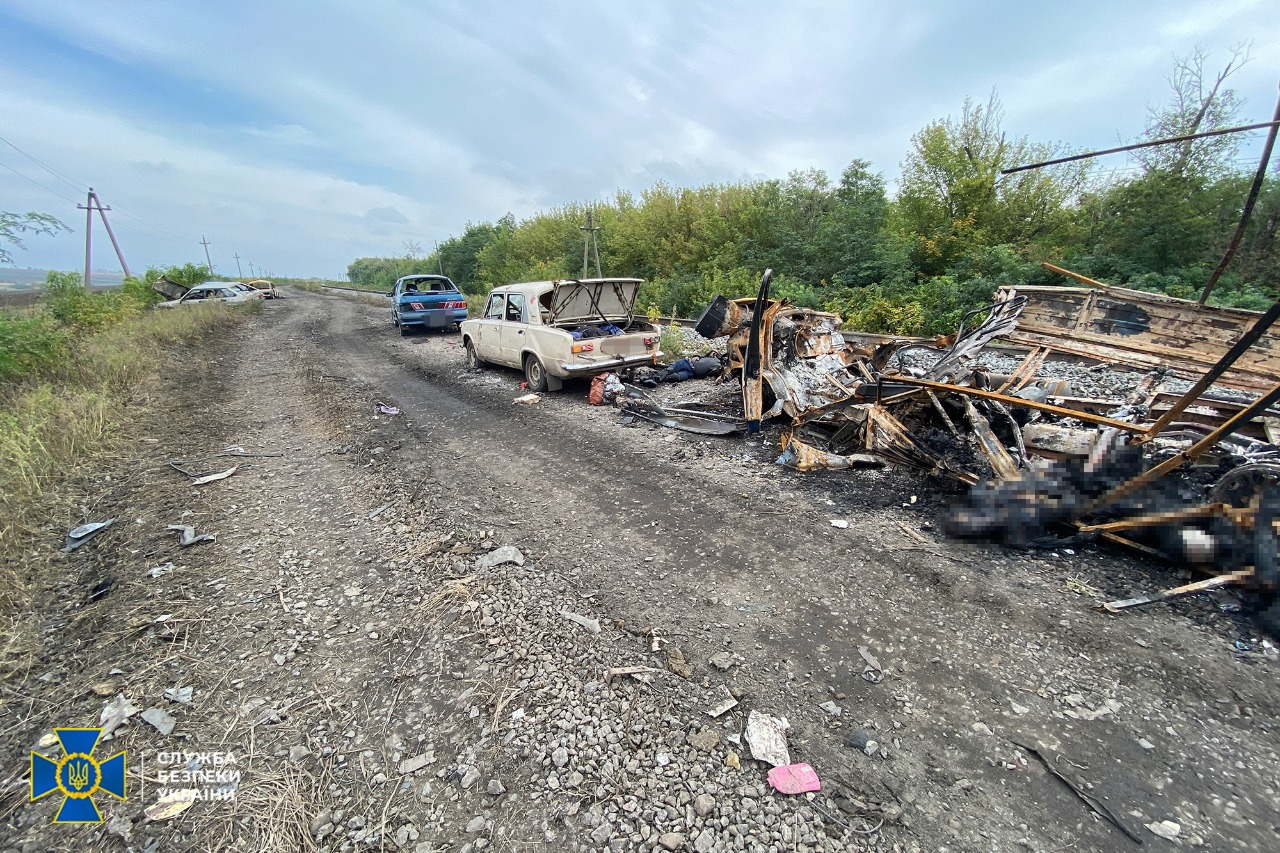
Urmările atacului asupra convoiului civil din Kupiansk

La 30 septembrie, forțele ucrainene au descoperit un convoi format din șase mașini civile și o dubiță la periferia satului Kurylivka (la acea vreme în așa-numita „zonă gri” dintre Kupiansk și Svatove), în care au fost ucise aproximativ 24 de persoane, inclusiv o femeie însărcinată și 13 copii. Ucraina a acuzat forțele ruse de a fi autorii crimei. Investigațiile au sugerat că civilii au fost uciși în jurul datei de 25 septembrie.
Cadavrele ar fi fost împușcate și arse, potrivit a 7 martori care au reușit să fugă în satul Kivsharivka⁠(d), convoiul a fost prins într-o ambuscadă de către forțele ruse la 25 septembrie în jurul orei ~9:00 (UTC+3) în timp ce pleca spre satul Pișceane prin singurul drum disponibil la acel moment, după atac, trupele ruse ar fi executat supraviețuitorii rămași. În cursul lunii, ofițerii de poliție au identificat toate victimele convoiului. 22 de persoane au reușit să scape, 3 dintre acestea (inclusiv 2 copii) fiind rănite. În zilele următoare, au fost găsite alte 2 cadavre, bilanțul final fiind de 26. O parte din dovezile fizice (corpurile victimelor și mașina) au fost examinate de experți francezi. Aceștia au descoperit semne de utilizare a obuzelor explozive de 30 mm și 45 mm, precum și a grenadelor VOG-17⁠(d) și VOG-25⁠(d).

#### Împușcarea lui Andrii Bohomaz
În iunie 2022, trupele ruse au tras asupra lui Andrii Bohomaz și Valeria Ponomarova, un cuplu căsătorit aflat într-o mașină în zona Izium. Mașina a fost lovită cu un proiectil de 30 de milimetri trasă din tunul⁠(d) unui vehicul de luptă BMP-2⁠(d). Cuplul a fugit din mașina avariată după atac, Bohomaz a fost grav rănit la cap, trupele ruse l-au găsit mai târziu și, presupunând în mod eronat că este mort, l-au aruncat într-un șanț, s-a trezit 30 de ore mai târziu, cu mai multe răni și șrapnele înfipte în corp.
Bohomaz a reușit ulterior să ajungă pe jos la o poziție ucraineană, fiind salvat și i s-a acordat primul ajutor de către trupele ucrainene. Forțele ucrainene au eliberat ulterior regiunea, ceea ce le-a permis să înceapă o anchetă cu privire la împușcături, poliția ucraineană l-a acuzat pe comandantul rus Klim Kerzhaev din Divizia 2 de Gardă de a fi responsabil pentru împușcături, pe baza interceptărilor convorbirilor telefonice ale acestuia cu soția sa după împușcături.

## Distrugerea sau însușirea ilegală de bunuri
Convenția de la Geneva recunoaște distrugerea gratuită a bunurilor, care poate include țintirea spitalelor, a infrastructurii energetice și a centralelor nucleare.

## Atacuri asupra spitalelor și facilităților medicale

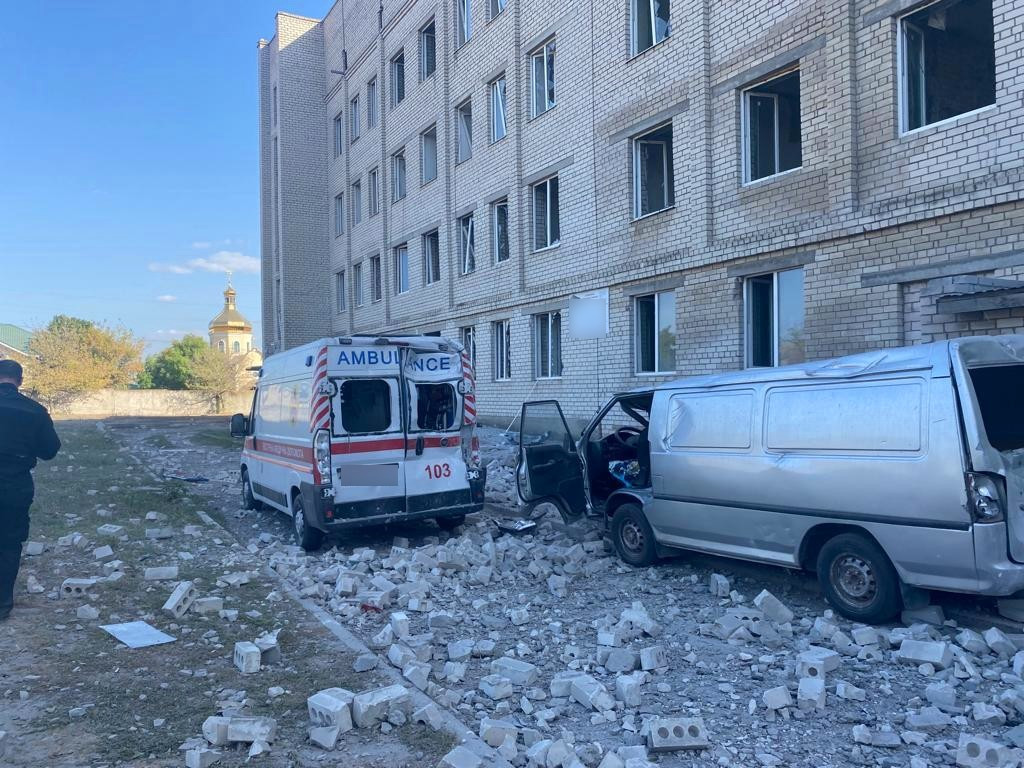
Spitalul din Berîslav (regiunea Herson) după bombardamentul rusesc din 5 octombrie 2023

La 26 martie 2022, Misiunea ONU de monitorizare a drepturilor omului în Ucraina a verificat 74 de atacuri asupra unităților medicale, dintre care 61 pe teritoriul controlat de guvern (de exemplu, atacuri aeriene asupra spitalelor din Izium, Mariupol, Ovruci, Volnovaha și Vuhledar), nouă pe teritoriul controlat de grupuri armate afiliate Rusiei și patru în așezări disputate. Șase centre perinatale, maternități și zece spitale de copii au fost lovite, ceea ce a dus la distrugerea completă a două spitale de copii și a unui spital perinatal. La 26 martie, jurnaliștii AP din Ucraina au afirmat că au strâns suficiente dovezi pentru a demonstra că Rusia a vizat în mod deliberat spitalele ucrainene din întreaga țară.
La 7 martie 2022, forțele armate ucrainene ar fi ocupat poziții într-o casă de îngrijire din satul Stara Krasnianka, lângă Kreminna, regiunea Lugansk, din cauza amplasării strategice a casei, evacuarea fiind imposibilă din cauza mineritului. La 11 martie 2022, forțele afiliate Rusiei au atacat casa de îngrijire cu arme grele, în timp ce 71 de pacienți cu handicap și 15 membri ai personalului se aflau încă în interior. A izbucnit un incendiu și aproximativ cincizeci de persoane au murit. Biroul procurorului general al Ucrainei a anunțat acuzații de crime de război împotriva Rusiei pentru acest atac. Zona se afla sub control rusesc, iar anchetatorii ucraineni nu au putut avea acces la fața locului. OHCHR a publicat un raport în care nu a constatat că Rusia a comis crime de război. Acesta nu a afirmat că Ucraina a folosit scuturi umane, dar raportul și-a exprimat îngrijorarea cu privire la acuzațiile în acest sens. Raportul a constatat că forțele ucrainene au ocupat clădirea înainte de atac, astfel încât pacienții azilului nu au fost ținta intenționată.
La 30 martie 2022, Organizația Mondială a Sănătății (OMS) a raportat că au existat 82 de atacuri rusești verificate asupra asistenței medicale în Ucraina - inclusiv atacuri asupra unităților medicale, pacienților și lucrătorilor din domeniul sănătății - începând cu 24 februarie. OMS a estimat că cel puțin 72 au fost uciși și 43 răniți în aceste atacuri. Până la 8 aprilie, OMS a confirmat 91 de atacuri.
Până la 30 mai 2023, OMS a verificat 1.004 atacuri asupra unităților medicale din Ucraina de la începutul invaziei rusești, care au provocat cel puțin 101 decese în rândul lucrătorilor din domeniul sănătății și al pacienților și numeroase răniri. Numărul de atacuri verificate de OMS este cel mai mare pe care l-a înregistrat vreodată într-o situație de urgență umanitară. Până la 21 decembrie 2023, numărul de atacuri asupra asistenței medicale a crescut la 1.422, conform informațiilor furnizate de instrumentul Sistemului de supraveghere al OMS pentru atacuri asupra asistenței medicale (SSA).
La 8 iulie 2024, un atac cu rachete rusești în timpul zilei a lovit spitalul Okhmatdyt, cel mai mare spital pentru copii din Ucraina. Ihor Klymenko, ministrul de interne, a declarat că a fost confirmată moartea a cinci persoane în urma atacului și că cel puțin alte patru au fost rănite. Un raport ulterior a declarat că un alt copil a murit după ce a fost evacuat și că zece copii au fost răniți în atac.

## Distrugerea infrastructurii energetice

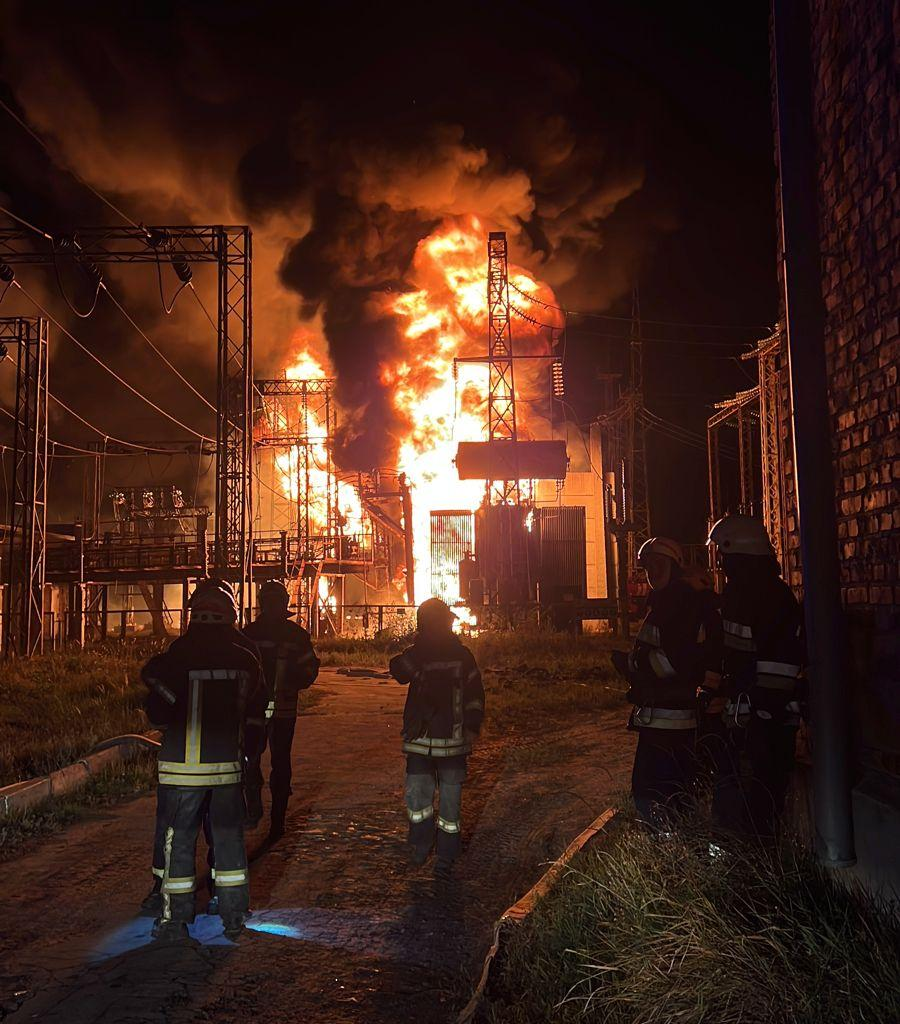
Incendiu la centrala electrică TEC-5 din Harkov după un atac cu rachete rusești la 11 septembrie 2022.

După octombrie 2022, Rusia și-a intensificat atacurile asupra centralelor electrice și a altor infrastructuri civile într-o campanie menită să demoralizeze poporul ucrainean și care amenința să lase milioane de civili fără încălzire sau apă în timpul iernii. Începând cu 20 octombrie 2022, până la 40% din rețeaua electrică a Ucrainei a fost atacată de Rusia. Guvernul a cerut cetățenilor să economisească energia și a introdus pene de curent prelungite.
Organizația Mondială a Sănătății a avertizat cu privire la o potențială criză umanitară, afirmând că „lipsa accesului la combustibil sau electricitate din cauza infrastructurii avariate ar putea deveni o chestiune de viață și de moarte dacă oamenii nu își pot încălzi locuințele”. Denise Brown, coordonatorul rezident al Organizației Națiunilor Unite pentru Ucraina, a declarat că atacurile ar putea duce la „un risc ridicat de mortalitate în timpul lunilor de iarnă”.
Ravina Shamdasani, purtător de cuvânt al Înaltului Comisariat al Națiunilor Unite pentru Drepturile Omului, a declarat că „atacurile care vizează civili și obiecte indispensabile supraviețuirii civililor sunt interzise de dreptul internațional umanitar” și „constituie o crimă de război”. Președintele Comisiei Europene Ursula von der Leyen și 11 membri ai flancului estic al NATO au calificat, de asemenea, atacurile drept crime de război.
În analiza sa cuprinzătoare, Charles J. Dunlap jr.⁠(d), director executiv al Centrului de Drept, Etică și Securitate Națională din cadrul Duke Law School și fost adjunct al avocatului general al Forțelor Aeriene ale SUA, a subliniat faptul că „centralele electrice sunt în general recunoscute ca fiind suficient de importante pentru capacitatea unui stat de a-și satisface nevoile de comunicații, transport și industrie pe timp de război, astfel încât, de obicei, să se califice drept obiective militare în timpul conflictelor armate”, în plus, că acestea au fost o țintă preferată timp de aproape un secol și că Ucraina a recurs la tactici similare în 2015.
De asemenea, structurile militare se bazează, de obicei, pe rețeaua electrică civilă. De asemenea, atacurile asupra întreprinderilor civile pot fi justificate datorită „complexului militar-industrial intern considerabil” al Ucrainei și datorită faptului că exporturile de energie (de asemenea, sub formă de electricitate) reprezintă una dintre principalele surse de venit ale Ucrainei. Distincția dintre obiectivele militare și civile este încă relevantă, dar nu exclude totuși atacurile asupra instalațiilor cu dublă utilizare (militară și civilă) în cazul în care nu este „fezabil în mod rezonabil să separăm [părțile civile] de atacul general” - cum ar putea fi cazul rețelei electrice „complet integrate” a Ucrainei. Confuzia dintre cetățean și combatant, de exemplu prin solicitarea adresată cetățenilor de a raporta pozițiile inamice prin intermediul aplicațiilor guvernamentale, complică și mai mult situația.

## Distrugerea și furtul patrimoniului cultural

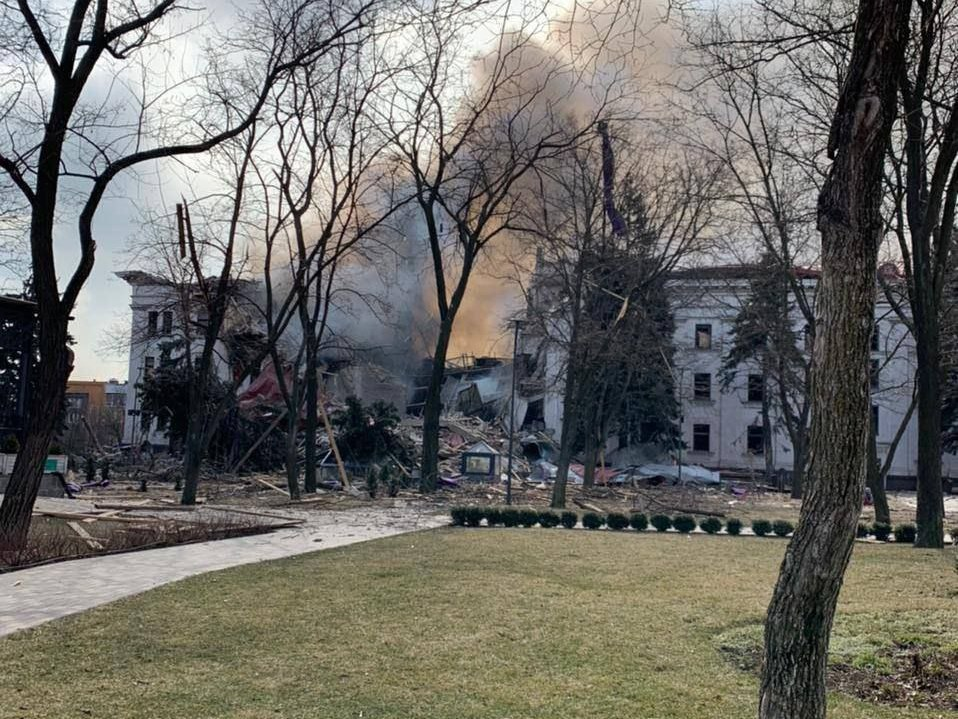
Teatrul de artă dramatică din Mariupol a fost distrus în mare parte la 16 martie 2022, adăpostind în interior cel puțin 1.300 de persoane.

Conform Organizației Națiunilor Unite, atacurile intenționate împotriva clădirilor dedicate religiei, educației, artei, științei sau scopurilor caritabile, monumentelor istorice, spitalelor care nu sunt utilizate ca infrastructură militară reprezintă o crimă de război.
Utilizarea armelor explozive cu efecte pe arii extinse a generat preocupări cu privire la proximitatea monumentelor istorice, a operelor de artă, a bisericilor și a altor bunuri culturale. Forțele ruse au deteriorat sau distrus Muzeul de Artă Kuindzhi din Mariupol, cinematograful Shchor din epoca sovietică și o bibliotecă în stil gotic din Cernihiv, complexul memorial al Holocaustului Babi Iar din Kiev, clădirea Slovo⁠(d) din epoca sovietică și clădirea administrației regionale de stat din Harkov, o biserică de lemn din secolul al XIX-lea din Viazivka, regiunea Jîtomîr, și Muzeul de Istorie și Etnografie din Ivankiv. La 24 iunie, UNESCO a declarat că s-a confirmat că cel puțin 150 de situri istorice, clădiri religioase și muzee ucrainene au suferit daune în timpul invaziei ruse.
Bunurile culturale se bucură de protecție specială în temeiul dreptului internațional umanitar. Protocolul I la Convenția de la Geneva și Convenția de la Haga pentru protecția bunurilor culturale în caz de conflict armat (ambele obligatorii pentru Ucraina și Rusia) interzice statelor părți să vizeze monumente istorice în sprijinul unui efort militar și să le transforme în obiecte ale unor acte de ostilitate sau represalii. Protocolul II al Convenției de la Haga permite atacarea unui bun cultural numai în caz de „necesitate militară imperativă”, cu condiția să nu existe nicio alternativă fezabilă. Deși Protocolul II nu se aplică ca atare, deoarece numai Ucraina este parte și se aplică numai între părți, dispoziția privind necesitatea militară imperativă poate fi aplicabilă dacă este interpretată ca informând convenția, mai degrabă decât adăugând la aceasta. Atacurile împotriva patrimoniului cultural constituie crime de război și pot fi urmărite în fața Curții Penale Internaționale.

## Torturarea civililor
Curtea Penală Internațională, pe baza Convenției de la Geneva, definește crima de război ca fiind omorul, tratamentul crud sau degradant și tortura. Raportorul special al Organizației Națiunilor Unite privind tortura a declarat în septembrie 2023 că utilizarea torturii de către Rusia „nu este un comportament aleatoriu, aberant”, ci „orchestrat ca parte a politicii de stat pentru a intimida, insufla teamă sau pedepsi pentru a extrage informații și mărturisiri”.
La 22 martie, organizația non-profit Reporteri fără frontiere a raportat că forțele rusești au capturat un fixator și interpret ucrainean pentru Radio France la 5 martie, în timp ce se îndrepta spre casă într-un sat din Ucraina Centrală. Acesta a fost ținut captiv timp de nouă zile și supus șocurilor electrice, bătăilor cu o bară de fier și unei simulări de execuție. La 25 martie, Reporteri fără frontiere a declarat că forțele ruse au amenințat, răpit, reținut și torturat mai mulți jurnaliști ucraineni în teritoriile ocupate. Tortura este interzisă atât de articolul 32 din cea de-a patra Convenție de la Geneva, cât și de articolul 2 din Convenția Națiunilor Unite împotriva torturii.
În aprilie, Human Rights Watch a vizitat 17 sate din regiunea Kiev și regiunea Cernihiv care au fost sub ocupație rusă de la sfârșitul lunii februarie până în martie 2022. Organizația pentru drepturile omului a investigat 22 de execuții sumare, 9 omoruri ilegale, 6 dispariții forțate și 7 cazuri de tortură. Martorii au raportat că soldații ruși au bătut deținuții, au folosit șocuri electrice și au efectuat execuții simulate pentru a-i constrânge să furnizeze informații. 21 de civili au descris detenția ilegală în condiții inumane și degradante.
La 4 aprilie, Dementiy Bilyi, șeful departamentului regional Herson al Comitetului Alegătorilor din Ucraina, a declarat că forțele de securitate ruse „bat, torturează și răpesc” civili în regiunea Herson din Ucraina. Acesta a adăugat că martorii oculari au descris „zeci” de percheziții și detenții arbitrare, soldate cu un număr necunoscut de persoane răpite. Cel puțin 400 de locuitori au dispărut până la 16 martie, primarul și viceprimarul orașului Skadovsk fiind răpiți de bărbați înarmați. O scrisoare divulgată a descris planurile Rusiei de a dezlănțui o „mare teroare” pentru a reprima protestele care au loc în Herson, afirmând că oamenii vor „trebui să fie luați din casele lor în mijlocul nopții”.
De asemenea, soldații ruși au fost acuzați de crime, torturi și bătăi asupra civililor din Borodianka în timpul retragerii.
Ucrainenii care au fugit din Herson ocupat în teritoriul controlat de Ucraina au furnizat mărturii despre tortură, abuz și răpire de către forțele ruse din regiune. O persoană din Bilozerka din regiunea Herson a furnizat dovezi fizice că a fost torturată de ruși și a descris bătăi, electrocutări, execuții simulate, strangulări, amenințări cu uciderea membrilor familiei și alte forme de tortură.
O investigație a BBC a adunat dovezi de tortură, care, pe lângă bătăi, includeau și electrocutarea și arsuri pe mâinile și picioarele oamenilor. Un medic care a tratat victime ale torturii în regiune a raportat: „Unele dintre cele mai grave au fost urme de arsuri pe organele genitale, o rană de glonț în capul unei fete care a fost violată și arsuri de fier pe spatele și stomacul unui pacient. Pacientul mi-a spus că două fire de la o baterie de mașină i-au fost atașate la zonă inghinală și că i s-a spus să stea pe o cârpă umedă”. În plus față de BBC, Misiunea ONU de monitorizare a drepturilor omului în Ucraina, Human Rights Watch, a raportat torturi și „dispariții” comise de forțele de ocupație ruse în regiune. Un locuitor a declarat: „În Herson, acum oamenii dispar tot timpul (...) există un război în desfășurare, doar că această parte este fără bombe”.
Primarul ucrainean ales al orașului Herson a întocmit o listă cu peste 300 de persoane care fuseseră răpite de forțele ruse până la 15 mai 2022. Potrivit The Times, în clădirea care adăpostește autoritățile de ocupație ruse, țipetele celor torturați puteau fi auzite frecvent pe coridoare.
La 22 iulie, Human Rights Watch a publicat un raport care documenta 42 de cazuri de tortură, detenție ilegală și dispariție forțată a civililor în zonele ocupate de Rusia din regiunile Herson și Zaporijjea.  Martorii au descris tortura prin bătăi prelungite și șocuri electrice care au provocat răni, inclusiv oase rupte, dinți rupți, arsuri grave, contuzii, tăieturi și vânătăi. Ei au descris, de asemenea, că au fost ținuți legați la ochi și încătușați pe întreaga durată a detenției și că au fost eliberați numai după ce au semnat declarații sau au înregistrat înregistrări video în care se angajau să coopereze sau îi îndemnau pe alții să coopereze cu forțele ruse. Oficialii ucraineni au estimat că cel puțin 600 de persoane au dispărut forțat în regiunea Herson de la invazia rusă.
Profesorii din zonele ocupate de ruși au fost forțați de armată să predea în limba rusă și au fost torturați pentru că foloseau ucraineană.

### Camere de tortură rusești

#### Regiunea Kiev
La 4 aprilie, Biroul Procurorului General al Ucrainei a declarat că poliția din regiunea Kiev a găsit o „cameră de tortură” în subsolul unui sanatoriu pentru copii din Bucha. În subsol se aflau cadavrele a cinci bărbați cu mâinile legate la spate. Anunțul a fost însoțit de mai multe fotografii postate pe Facebook.

#### Regiunea Sumy
La mijlocul lui aprilie 2022, The Independent a obținut două mărturii ale supraviețuitorilor unei camere de tortură rusești din Trosteaneț, regiunea Sumî. Potrivit martorilor, cel puțin opt civili au fost reținuți într-un subsol al unei gări, unde au fost torturați, înfometați, supuși unor execuții simulate, forțați să stea în propriile excremente, electrocutați, dezbrăcați și amenințați cu violul și mutilarea genitală. Cel puțin un prizonier a fost bătut până la moarte de către gardienii ruși care le-au spus prizonierilor „Toți ucrainenii trebuie să moară”. Doi erau încă dați dispăruți la momentul întocmirii raportului. Un prizonier a primit șocuri electrice în cap până când i-a implorat pe soldații ruși să-l omoare. Numeroase cadavre, mutilate până la punctul în care erau de nerecunoscut, au fost descoperite de anchetatori în zona din jurul orașului.

#### Regiunea Harkov
După contraofensiva de succes de la Harkov a Ucrainei, care a eliberat o serie de așezări și sate din regiunea Harkov de sub ocupația rusă, autoritățile au descoperit camere de tortură care fuseseră folosite de trupele ruse în perioada în care acestea controlau zona.
În orașul Balakleia, pe care rușii l-au ocupat timp de șase luni, criminaliști, activiști pentru drepturile omului, experți în drept penal și anchetatori ucraineni au găsit numeroase dovezi de crime de război și tortură. În timpul ocupației rusești, trupele au folosit o clădire cu două etaje numită „BalDruk” (după o fostă editură care a avut un birou acolo înainte de război) ca închisoare și centru de tortură. Rușii au folosit, de asemenea, clădirea secției de poliție de peste drum pentru tortură. Oficialii ucraineni spun că aproximativ 40 de persoane au fost ținute în camerele de tortură în timpul ocupației și supuse la diverse forme de violență, inclusiv electrocutare, bătăi și mutilare. Două camere de tortură special pentru copii au fost, de asemenea, găsite în oraș, unul dintre copiii care au fost ținuți acolo a descris faptul că a fost tăiat cu un cuțit, ars cu metal încălzit și supus la execuții simulate.
O altă cameră de tortură rusească a fost găsită în satul eliberat Kozacha Lopan⁠(d), situată la gara locală. Președintele ucrainean Volodîmîr Zelenski a declarat că mai mult de zece camere de tortură, împreună cu gropi comune, au fost descoperite în zonele din Harkov eliberate de trupele ucrainene. Zelenski a mai declarat: „Pe măsură ce ocupanții au fugit, au abandonat și dispozitivele de tortură.” Procuratura regională din Harkov a declarat că «Reprezentanții Federației Ruse au creat o pseudoagenție de aplicare a legii, în subsolul căreia a fost amenajată o cameră de tortură, unde civilii au fost supuși unor torturi inumane.» Procurorii ucraineni au deschis anchete privind utilizarea camerelor de tortură de către Rusia.
În Izium, jurnaliștii de la Associated Pressau găsit zece locuri de tortură. O anchetă a constatat că atât civilii ucraineni, cât și prizonierii de război erau supuși „în mod obișnuit” torturii. Cel puțin opt oameni au fost uciși în timp ce erau torturați.
Între sfârșitul lunii septembrie și începutul lunii octombrie, Human Rights Watch a intervievat peste 100 de locuitori din Izium. Aproape toți au declarat că aveau membri ai familiei sau prieteni care fuseseră torturați, iar cincisprezece persoane au declarat că fuseseră ele însele torturate; supraviețuitorii au descris tortura prin administrarea de șocuri electrice, înecare simulată, bătăi severe, amenințări cu arme de foc și fiind forțați să țină poziții de stres pentru perioade lungi de timp. Locuitorii au declarat că rușii au vizat persoane specifice și că aveau deja liste cu localnicii care făceau parte din armată, cu familiile militarilor sau cu persoanele care erau veterani ai războiului din Donbas. Ei au mai spus că, în selectarea victimelor, îi terorizau pe orășeni percheziționându-i în public.
Până în octombrie, nu mai puțin de 10 locuri de tortură au fost identificate în orașul cu aproximativ 46.000 de locuitori.

#### Regiunea Zaporijjea
În iulie 2022, The Guardian a relatat despre camerele de tortură din regiunea Zaporijjea, ocupată de Rusia, bazându-se pe mărturia unui băiat în vârstă de 16 ani care a fost deținut într-una dintre acestea, începând cu luna aprilie. Băiatul a fost arestat de soldații ruși în timp ce încerca să părăsească orașul ocupat Melitopol, deoarece avea pe telefon un videoclip de pe rețelele de socializare, în care apăreau soldați ruși care exprimau atitudini defetiste față de invazia Rusiei. El a fost deținut într-o închisoare improvizată în Vasîlivka. Conform mărturiei sale, a văzut camere în care aveau loc torturi, precum și pete de sânge și bandaje îmbibate, și a auzit țipetele persoanelor torturate. Tortura implica șocuri electrice și bătăi și putea dura mai multe ore.

#### Regiunea Herson
După eliberarea orașului Herson de către forțele ucrainene de sub ocupația rusă, ombudsmanul ucrainean pentru drepturile omului, Dmytro Lubinets, a declarat că anchetatorii au descoperit camere de tortură rusești create special pentru copii. Potrivit mărturiilor locale dezvăluite de Lubinets, copiilor li s-a refuzat hrana și li s-a dat apă doar o dată la două zile, li s-a spus că părinții lor i-au abandonat și au fost forțați să curețe sângele rezultat în urma torturii în celulele de tortură adiacente pentru adulț. Lubinets a raportat că un total de zece camere de tortură au fost descoperite de anchetatorii ucraineni în regiunea Herson, dintre care patru chiar în oraș.
În oraș a fost descoperită o închisoare rusească improvizată care funcționa ca o cameră de tortură a FSB, iar autoritățile ucrainene au estimat la mii numărul persoanelor care au fost încarcerate acolo la un moment dat. Printre alte instrumente de tortură, oficialii FSB foloseau șocuri electrice împotriva victimelor.

## Folosirea de scuturi umane
Curtea Penală Internațională clasifică utilizarea civililor ca scut uman drept o încălcare gravă a Convenției de la Geneva și, prin urmare, drept o crimă de război. La 29 iunie, Înaltul Comisariat al Organizației Națiunilor Unite pentru Drepturile Omului și-a exprimat îngrijorarea cu privire la faptul că forțele armate ruse și grupurile armate proruse, precum și forțele ucrainene au ocupat poziții în apropierea unor obiective civile, fără a lua măsuri pentru protejarea civililor. Agenția pentru drepturile omului a primit rapoarte cu privire la utilizarea scuturilor umane, care implică utilizarea deliberată a civililor pentru a face anumite obiective militare imune la atac.

### Rusia
ABC News⁠(d) și The Economist au raportat că soldații ruși au folosit peste 300 de civili ucraineni ca scuturi umane în Iahidne între 3 și 31 martie. Forțele ruse foloseau satul ca bază pentru a ataca orașul Cernihiv din apropiere și stabiliseră o tabără militară importantă în școala locală. Timp de 28 de zile, 360 de civili ucraineni, inclusiv 74 de copii și 5 persoane cu handicap, au fost ținuți captivi în condiții inumane în subsolul școlii, în timp ce zonele din apropiere erau atacate de forțele ucrainene. Subsolul era supraaglomerat, fără toalete, apă și ventilație. Zece persoane în vârstă au murit ca urmare a condițiilor precare de detenție. Relatările martorilor raportează cazuri de tortură și omoruri.  Potrivit OHCHR, ceea ce s-a întâmplat în școala din Iahidne sugerează că forțele armate ruse foloseau civili pentru a face baza lor imună la atacurile militare, supunându-i totodată la tratamente inumane și degradante.
BBC și The Guardian au găsit „dovezi clare” ale utilizării civililor ucraineni ca scuturi umane de către trupele ruse în zona de lângă Kiev, după retragerea rusă de la 1 aprilie, citând relatări ale martorilor oculari de la locuitorii din Bucea și din satul Ivankiv, aflat în apropiere, precum și de la locuitorii din satul Obuhovîci, în apropiere de granița cu Belarus, trupele ruse au fost acuzate că au folosit civili ca scuturi umane atunci când au fost atacați de soldații ucraineni. Mai mulți martori au raportat că, pe 14 martie, soldații ruși au mers din ușă în ușă, au adunat aproximativ 150 de civili și i-au închis în școala locală, unde au fost folosiți ca protecție pentru forțele ruse.
Comitetul Organizației Națiunilor Unite pentru drepturile persoanelor cu dizabilități a declarat că a primit rapoarte privind utilizarea persoanelor cu dizabilități ca „scuturi umane” de către forțele armate ruse.

### Ucraina
De la începutul invaziei, Rusia a acuzat în mod repetat Ucraina că a folosit scuturi umane, o afirmație care a fost respinsă de cercetătorii Michael N. Schmitt⁠(d), Neve Gordon⁠(d) și Nicola Perugini ca o încercare de a transfera vina pentru decesele civililor către Ucraina.

## Violență sexuală
Potrivit experților și oficialilor ucraineni, există indicii că violența sexuală a fost tolerată de comandamentul rus și utilizată în mod sistematic ca armă de război.  După retragerea Rusiei din zonele situate la nord de Kiev, a existat „un număr tot mai mare de dovezi” privind violuri, torturi și omoruri sumare comise de forțele ruse asupra civililor ucraineni, inclusiv violuri în grup comise sub amenințarea armei și violuri comise în fața copiilor.
În martie 2022, Misiunea ONU de Monitorizare a Drepturilor Omului din Ucraina a subliniat riscurile sporite de violență sexuală și riscul de subraportare de către victime în această țară. La începutul lunii iunie, Misiunea de monitorizare a primit rapoarte privind 124 de episoade de violență sexuală legate de conflict comise împotriva femeilor, fetelor, bărbaților și băieților în diferite orașe și regiuni ucrainene. Autorii presupuși proveneau din rândurile forțelor armate ruse și separatiste proruse în 89 de cazuri și din rândul civililor sau al persoanelor neidentificate de pe teritoriul controlat de forțele armate ruse în 2 cazuri.
La sfârșitul lunii martie, procurorul general al Ucrainei a deschis o anchetă în cazul unui soldat rus care a fost acuzat că a ucis un civil neînarmat și apoi a violat-o în mod repetat pe soția bărbatului mort. Incidentul ar fi avut loc la 9 martie în Șevcenkove, un sat din afara Kievului. Soția a povestit că doi soldați ruși au violat-o în mod repetat după ce i-au ucis soțul și câinele familiei, în timp ce fiul ei în vârstă de patru ani se ascundea în camera cazanelor din casă. Relatarea a fost publicată pentru prima dată de The Times of London. Purtătorul de cuvânt al Rusiei, Dmitri Peskov, a respins acuzația ca fiind o minciună. Autoritățile ucrainene au declarat că de la începutul invaziei, în februarie 2022, au apărut numeroase rapoarte de agresiuni sexuale și violuri comise de trupele ruse. Deputata ucraineană Maria Mezentseva⁠(d) a declarat că aceste tipuri de cazuri au fost subraportate și că există multe alte victime. Meduza a publicat o relatare detaliată a aceluiași caz din Bohdanivka și a altor evenimente.
Într-un alt incident raportat, un soldat rus a intrat într-o școală din satul Mala Rohan⁠(d) unde se adăposteau civili și a violat o tânără ucraineancă. Human Rights Watch a raportat că femeia a fost amenințată și violată în mod repetat de un soldat rus, care i-a tăiat obrazul, gâtul și părul. Potrivit declarațiilor martorilor, sătenii au informat despre incident ofițerii ruși însărcinați cu ocuparea satului, care l-au arestat pe autor și le-au spus că va fi executat sumar. Ministrul ucrainean de externe, Dmîtro Kuleba, a declarat că soldații ruși au comis „numeroase” violuri împotriva femeilor ucrainene. Potrivit bazei de date Sexual Violence in Armed Conflict, violențele sexuale comise de forțele ruse au fost raportate în trei din cei șapte ani de conflict începând din 2014 în estul Ucrainei.
Un raport publicat de The Kyiv Independent⁠(d) a inclus o fotografie și informații despre un bărbat și două sau trei femei dezbrăcate sub o pătură, ale căror corpuri soldații ruși au încercat să le ardă pe marginea unui drum înainte de a fugi. Oficialii ucraineni au declarat că femeile au fost violate și corpurile arse. Human Rights Watch a primit rapoarte despre alte incidente de viol în regiunea Chernihiv și Mariupol. ABC News⁠(d) a raportat în aprilie 2022 că „violuri, împușcături și o execuție fără sens” au avut loc în satul Berestianka de lângă Kiev, menționând un incident specific în care un bărbat ar fi fost împușcat de soldații ruși la 9 martie după ce a încercat să-i împiedice să-i violeze soția și o prietenă.
La 12 aprilie 2022, BBC News a intervievat o femeie în vârstă de 50 de ani dintr-un sat situat la 70 km vest de Kiev, care a declarat că a fost violată sub amenințarea armei de un cecen aliat al forțelor armate ruse. O femeie în vârstă de 40 de ani a fost violată și ucisă de același soldat, potrivit vecinilor, lăsând ceea ce BBC News a descris drept o „scenă a crimei tulburătoare”. Poliția a exhumat cadavrul femeii de 40 de ani a doua zi după vizita BBC News. Un raport al The New York Times a relatat că o femeie ucraineană a fost răpită de soldații ruși, ținută într-o pivniță ca sclavă sexuală și apoi executată. La 3 iunie, Reprezentantul special al Organizației Națiunilor Unite pentru violența sexuală în conflicte, Pramila Patten⁠(d), a declarat în fața Consiliului de Securitate al ONU că zeci de atacuri sexuale violente împotriva femeilor și fetelor au fost raportate biroului ONU pentru drepturile omului și că probabil multe alte cazuri nu au fost raportate. Ea a mai spus că țara se transformă într-o „criză a traficului de persoane”.
Până la 5 iulie 2022, Misiunea ONU de monitorizare a drepturilor omului în Ucraina a verificat 28 de cazuri de violență sexuală legate de conflict, inclusiv violuri, violuri în grup, tortură, dezbrăcare publică forțată și amenințări cu violența sexuală. OHCHR a raportat că 11 cazuri, inclusiv violul și violul în grup, au fost comise de forțele armate ruse și de forțele de aplicare a legii. În plus, din cauza comunicării limitate, în special cu zonele aflate sub control rusesc sau separatist (cum ar fi Mariupol) și orașele contestate, o barieră majoră în calea verificării cazurilor rămân accesul, numărul exact de cazuri de violență sexuală au fost dificil de urmărit sau de răspuns în timp util. Rapoartele de violență sexuală au fost raportate autorităților ucrainene și internaționale, agenților de aplicare a legii și personalului mass-media pe măsură ce trupele ruse s-au retras.
O femeie în vârstă de 52 de ani a fost luată de soldații ruși în Izium ocupat și violată în mod repetat, în timp ce soțul ei era bătut. Ea, împreună cu soțul ei, a fost arestată pe 1 iulie și a fost dusă într-o mică magazie care servea drept cameră de tortură. Soldații ruși le-au pus saci pe cap și i-au amenințat, după care au dezbrăcat-o cu forța, au pipăit-o și i-au spus că vor trimite fotografii ale activității membrilor familiei sale pentru a o umili pe ea și pe ei. Femeia a fost apoi violată în mod repetat de comandantul unității în următoarele trei zile, în timp ce, simultan, ceilalți soldați ruși îi băteau soțul într-un garaj din apropiere. Violatorul îi descria apoi soțului agresiunea. Ea a încercat să se sinucidă prin spânzurare, dar nu a reușit. Ulterior, soldații ruși au torturat-o cu șocuri electrice și au umilit-o. Comandantul rus a obținut, de asemenea, numărul de cont bancar al femeii și a furat fondurile din contul acesteia. Femeia și soțul ei au fost eliberați la 10 iulie, când au fost aruncați legați la ochi de ruși la o benzinărie din apropiere. Ei au reușit să fugă pe teritoriul ucrainean și, după ce Izium a fost eliberat în septembrie, s-au întors acasă.
La sfârșitul lunii septembrie 2022, un grup de investigatori ai Comisiei internaționale independente de anchetă privind Ucraina a publicat o declarație în care se afirma că comisia a „documentat cazuri în care copiii au fost violați, torturați și închiși în mod ilegal” și a catalogat aceste cazuri drept crime de război. Același raport făcea referire și la copiii uciși și răniți de atacurile nediscriminatorii ale Rusiei, precum și la separarea forțată de familie și răpire.
Medicii de la o maternitate din Poltava au raportat cazuri de femei care au fost violate de soldați ruși și apoi li s-a injectat etanșant pentru ferestre în organele sexuale, astfel încât să nu poată avea niciodată copii.

## Jefuirea

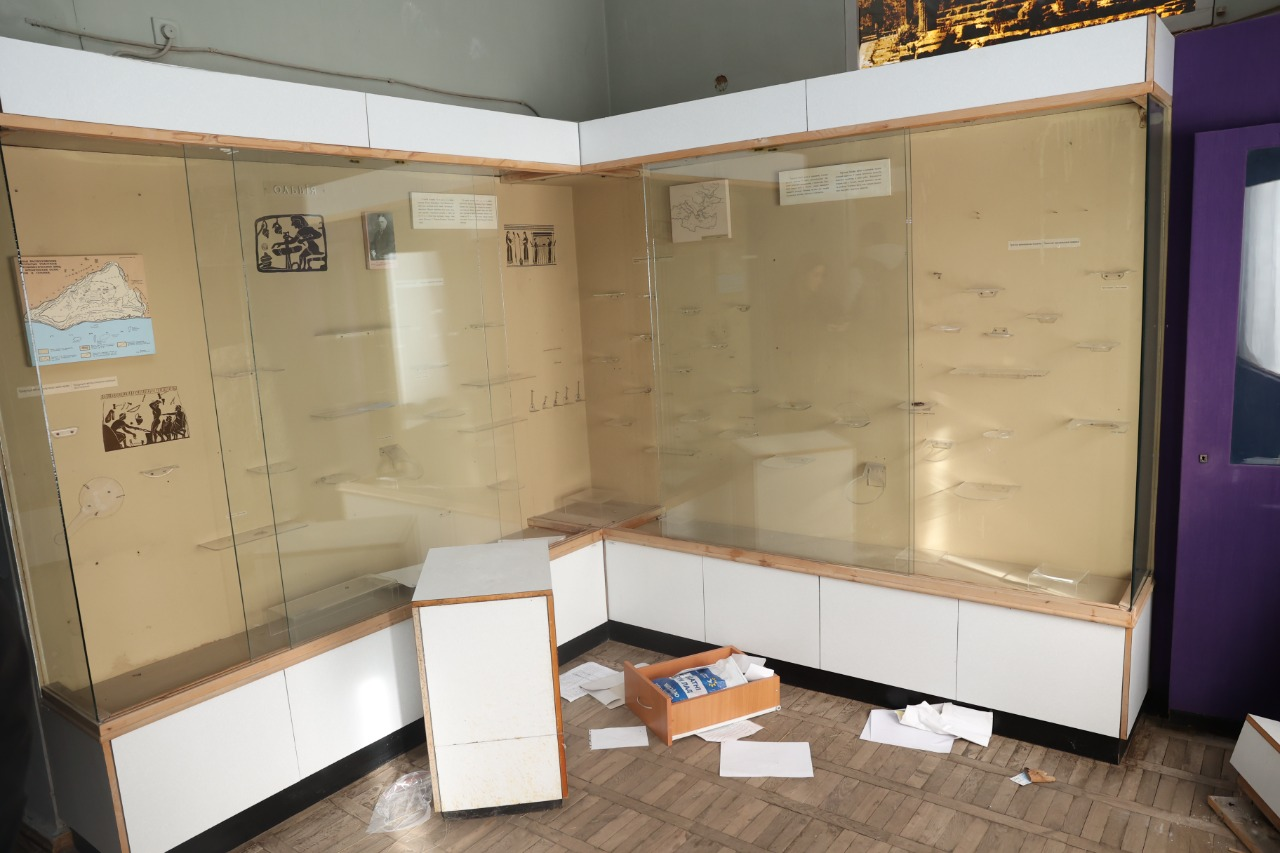
Muzeul de istorie locală Herson după ce a fost jefuit de trupele ruse

Jefuirea este o crimă de război conform mai multor tratate. Supraviețuitorii masacrului de la Bucea, vorbind cu Human Rights Watch (HRW) după retragerea forțelor ruse, au descris tratamentul aplicat oamenilor din oraș în timpul ocupației: Soldații ruși mergeau din ușă în ușă, interogând oamenii și distrugându-le bunurile. Ei au mai spus că soldații ruși au jefuit orașul și au luat haine, bijuterii, electronice, aparate de bucătărie și vehicule ale celor evacuați, ale celor decedați și ale celor aflați încă în oraș. Jurnalistul Wall Street Journal Yaroslav Trofimov a raportat că a auzit de soldați ruși care jefuiau alimente și obiecte de valoare în timpul vizitei sale în sudul Ucrainei. Jurnaliștii de la The Guardian care au vizitat Trosteaneț după o lună de ocupație rusească au găsit dovezi de „jaf sistematic”. În mod similar, sătenii din Berestianka, lângă Kiev, au declarat pentru ABC News⁠(d) că, înainte ca satul să revină sub control ucrainean, soldații ruși au jefuit haine, aparate electrocasnice și electronice din case.
Au fost postate videoclipuri pe Telegram, care ar arăta soldați ruși trimițând acasă bunuri ucrainene furate prin intermediul serviciilor de curierat din Belarus. Articolele vizibile în videoclipuri includeau unități de aer condiționat, alcool, baterii auto și genți din magazinele Epicentr K⁠(d). Agregatorul de știri Ukraine Alert a postat un videoclip care arată bunuri furate găsite într-un transportor blindat de trupe rusesc abandonat și o imagine care ar arăta un camion militar rusesc avariat care transporta trei mașini de spălat. Convorbirile telefonice interceptate au făcut, de asemenea, referire la jafuri; un apel al unui soldat rus publicat de Serviciul de Securitate al Ucrainei includea faptul că soldatul îi spunea prietenei sale: „Am furat niște cosmetice pentru tine”, la care prietena a răspuns: «Ce rus nu fură nimic?» La începutul lunii aprilie, serviciul poștal al companiei ruse CDEK⁠(d) a încetat să mai transmită în direct înregistrările sale CCTV. CDEK transmite în direct imagini video din birourile sale de livrare, ca o curtoazie față de clienți, pentru a le arăta cât de ocupate sunt birourile, înainte ca clienții să viziteze sucursalele. Acest flux live a fost folosit de disidentul belarus exilat în Lituania Anton Motolko ca dovadă a jafului. Unele dintre articole proveneau de la centrala nucleară de la Cernobîl și erau radioactive sau contaminate cu radioactivitate.
Au fost raportate bazaruri înființate de forțele ruse în Belarus pentru a comercializa bunuri jefuite, cum ar fi „mașini de spălat rufe și vase, frigidere, bijuterii, mașini, biciclete, motociclete, vase, covoare, opere de artă, jucării pentru copii, produse cosmetice”. Cu toate acestea, soldații ruși solicitau plata în euro și dolari americani, iar din cauza restricțiilor valutare acest lucru era dificil pentru localnici.
Oficialii ucraineni au făcut numeroase afirmații cu privire la jafuri și alte daune aduse de trupele ruse instituțiilor culturale, majoritatea acuzațiilor provenind din zonele Mariupol și Melitopol. Oficialii ucraineni au susținut că forțele ruse au confiscat peste 2.000 de opere de artă și aur scitic din diferite muzee și le-au mutat în regiunea Donbas. Experții din Ucraina și din alte părți care urmăresc jafurile și distrugerea patrimoniului cultural din Ucraina de către ruși citează dovezi că acțiunile sponsorizate de stat și sistematice desfășurate de specialiști au început odată cu invadarea Crimeii în 2014.

## Conscripția forțată
La sfârșitul lunii februarie, civili ucraineni ar fi fost forțați să se alăture forțelor separatiste proruse din republicile populare autoproclamate Lugansk și Donețk. Oficiul Înaltului Comisariat al Națiunilor Unite pentru Drepturile Omului a documentat cazuri de persoane duse cu forța la puncte de adunare unde au fost recrutate și trimise imediat pe linia frontului. Era vorba de bărbați care lucrau în sectorul public, inclusiv în școli, precum și de persoane oprite pe stradă de reprezentanții „comisariatelor” locale. După cum a reamintit OHCHR, constrângerea civililor să servească în grupuri armate afiliate unei puteri ostile poate constitui o încălcare gravă a legilor și obiceiurilor dreptului internațional umanitar și constituie o crimă de război în temeiul articolului 8 din Statutul de la Roma al CPI. De asemenea, OHCHR și-a exprimat îngrijorarea cu privire la cazul unor recruți forțați care au fost urmăriți penal de autoritățile ucrainene în pofida imunității lor de combatant în temeiul dreptului conflictelor armate.

## Maltratarea prizonierilor de război
Din noiembrie 2022, Misiunea ONU de Monitorizare a Drepturilor Omului în Ucraina (HRMMU) a realizat 159 de interviuri cu prizonieri de război deținuți de forțele ruse și de forțele afiliate Rusiei și 175 de interviuri cu prizonieri de război deținuți de Ucraina. Marea majoritate a prizonierilor ucraineni au raportat că au fost deținuți în condiții groaznice de internare și supuși torturii și relelor tratamente, inclusiv bătăi, amenințări, simulări de execuție, tortură electrică și tortură pozițională. Mai multe femei deținute au fost amenințate cu violențe sexuale și supuse la tratamente degradante și nuditate forțată. De asemenea, agenția ONU a colectat informații cu privire la nouă posibile cazuri de deces în timpul „procedurilor de admitere” în lagărele de internare. Prizonierii de război ruși au făcut afirmații credibile cu privire la execuții sumare, tortură și rele tratamente din partea membrilor forțelor ucrainene. În mai multe cazuri, prizonierii ruși au fost înjunghiați și supuși torturii electrice. Ucraina a lansat anchete penale cu privire la acuzațiile de maltratare a prizonierilor de război.

### Maltratarea prizonierilor de război ucraineni
Până la 31 iulie 2022, OHCHR a declarat că, din 35 de persoane intervievate, 27 de prizonieri de război ucraineni au fost torturați de forțele armate sau polițiștii ruși și proruși. Victimele au raportat că au fost lovite cu pumnii, cu picioarele, bătute cu bastoane de poliție și cu ciocane de lemn, electrocutate, amenințate cu execuția sau cu violența sexuală și împușcate în picioare. De asemenea, OHCHR a primit informații cu privire la moartea a doi prizonieri ucraineni ca urmare a torturii, unul bătut și electrocutat la 9 mai pe aerodromul Melitopol, iar celălalt bătut până la moarte la colonia penală Volnovaha de lângă Olenivka, regiunea Donețk, la 17 aprilie.

#### Executarea soldaților ucraineni predați
În cadrul unei reuniuni Arria-formula a Consiliului de Securitate al ONU, ambasadorul itinerant al SUA pentru justiție penală globală, Beth Van Schaack⁠(d), a declarat că autoritățile americane au dovezi că soldații ucraineni care s-au predat au fost executați de armata rusă la Donețk. Un soldat ucrainean care apare printre prizonieri într-un videoclip rusesc la 20 aprilie a fost confirmat mort câteva zile mai târziu.
Relatările martorilor oculari și o înregistrare video a unei camere de securitate arată că, la 4 martie, parașutiștii ruși au executat cel puțin opt prizonieri de război ucraineni în Bucea. Victimele erau locuitori locali care s-au alăturat forțelor de apărare cu puțin timp înainte de a fi uciși.

#### Torturarea și castrarea prizonierilor ucraineni
În iunie 2023, The Times a relatat despre doi foști soldați ucraineni care au fost torturați de ruși în captivitate și castrați cu un cuțit, înainte de a fi eliberați în cadrul unui schimb de prizonieri de război. Un psiholog care îi trata pe bărbați a raportat că a auzit de multe alte cazuri similare de la colegii săi.

#### Procesele ilegale ale prizonierilor ucraineni
Rusia a trimis în judecată mai mulți prizonieri ucraineni pentru că erau membri ai Brigăzii Azov, pe care o consideră o organizație teroristă. Human Rights Watch a observat că, întrucât presupusele acțiuni ale inculpaților nu erau ilegale în momentul și locul în care au fost comise, astfel de urmăriri penale au încălcat cea de-a treia Convenție de la Geneva privind tratamentul prizonierilor de război, deoarece păreau a fi represalii împotriva prizonierilor pentru participarea lor la apărarea Ucrainei.

##### Condamnarea la moarte a soldaților străini care servesc în forțele armate ucrainene
În urma unui proces intentat de Curtea Supremă a Republicii Populare Donețk, trei membri ai forțelor armate ucrainene de origine străină Aiden Aslin⁠(d), Shaun Pinner⁠(d) și Brahim Saadoun⁠(d), au fost declarați mercenari și condamnați la condamnați la execuție prin împușcare.  Aslin și Pinner, originari din Anglia, serveau în armata ucraineană din 2018, în timp ce Saadoun venise în 2019 din Maroc pentru a studia la Kiev, după ce se înrolase în noiembrie 2021. Hotărârea a fost descrisă ca fiind ilegală deoarece inculpații se califică drept prizonieri de război în temeiul Convențiilor de la Geneva și nu au fost acuzați de comiterea vreunei crime de război.
La 10 iunie 2022, Oficiul Înaltului Comisar al Organizației Națiunilor Unite pentru Drepturile Omului a condamnat sentințele la moarte și procesul. Un purtător de cuvânt al organizației a declarat că „astfel de procese împotriva prizonierilor de război echivalează cu o crimă de război”, și a subliniat că, potrivit comandamentului suprem al Ucrainei, toți inculpații făceau parte din forțele armate ucrainene și, prin urmare, nu ar fi trebuit să fie considerați mercenari. Purtătorul de cuvânt al OHCHR și-a exprimat, de asemenea, îngrijorarea cu privire la echitatea procedurală, declarând că „din 2015, am observat că așa-numitul sistem judiciar din cadrul acestor republici autonome nu a respectat garanțiile esențiale ale unui proces echitabil, cum ar fi audierile publice, independența, imparțialitatea instanțelor și dreptul de a nu fi obligat să depună mărturie”.
Asociația Internațională a Barourilor a emis o declarație în care afirmă „că orice punere în aplicare a pedepsei cu moartea «pronunțată» va fi un caz evident de ucidere simplă a lui Aiden Aslin, Shaun Pinner și Brahim Saaudun și va fi considerată o crimă de război internațională. Orice făptași (toți cei implicați în așa-numitul „tribunal” al RPD și toți cei care au conspirat pentru a executa această decizie) vor fi considerați criminali de război”, subliniind, de asemenea, că nici legislația rusă, nici cea ucraineană nu permit pedeapsa cu moartea.
La 12 iunie, liderul Republicii Populare Donețk, Denis Pușilin, a reiterat faptul că separatiștii nu consideră trio-ul drept prizonieri de război, ci mai degrabă drept persoane care au venit în Ucraina pentru a ucide civili pentru bani, adăugând că nu vede niciun motiv pentru modificarea sau atenuarea sentințelor. Președintele Dumei de Stat a Rusiei, Vyacheslav Volodin, a acuzat trio-ul de fascism, reiterând că aceștia merită pedeapsa cu moartea. El a adăugat că forțele armate ucrainene comiteau crime împotriva umanității și erau controlate de un regim neonazist la Kiev.
La 17 iunie, Curtea Europeană a Drepturilor Omului a emis o suspendare de urgență a executării lui Saadoun Brahim. Aceasta a subliniat că Rusia era încă obligată să respecte hotărârile Curții. La începutul lunii iunie, Duma de Stat a Rusiei a adoptat o lege pentru a pune capăt jurisdicției Curții în Rusia, dar aceasta nu a fost încă promulgată.
La 8 iulie, RPD a ridicat moratoriul asupra pedepsei cu moartea. La 21 septembrie, cinci cetățeni britanici deținuți de separatiștii proruși au fost eliberați, inclusiv cei condamnați la moarte, și, de asemenea, cetățeanul marocan Saadoun Brahim a fost eliberat în urma unui schimb de prizonieri între Ucraina și Rusia.

#### Executarea lui Oleksandr Matsievskyi
La începutul lunii martie 2023, a apărut o înregistrare video care arată execuția unui prizonier de război ucrainean neînarmat, care este ucis după ce a spus „Glorie Ucrainei”, în timp ce fuma o țigară. Ofițerul rus însărcinat cu prizonierul (în afara camerei) strigă „Mori javră!” și trage mai multe gloanțe dintr-o mitralieră în el. Biroul președintelui Ucrainei a numit execuția o „crimă brutală”.

#### Torturarea soldaților ucraineni capturați
La 22 iulie 2022, Human Rights Watch a documentat torturarea a trei prizonieri de război ucraineni, membri ai Forțelor de Apărare Teritorială, și moartea a doi dintre ei în zonele ocupate ale regiunilor Herson și Zaporijjea. 

##### Castrarea și uciderea unui prizonier de război ucrainean în Prîvillia
La 28 iulie 2022, pe rețelele de socializare rusești a fost postat un videoclip care arată un soldat rus castrând cu un cutter un prizonier de război ucrainean, care este legat și încătușat. A doua zi, a fost postat un videoclip de continuare cu posibil aceiași soldați în care aceștia au lipit gura prizonierului de război cu bandă neagră, i-au pus capul în fața organelor genitale tăiate și l-au împușcat în cap. După aceea, soldații ruși au început să apuce cadavrul prizonierului de război cu frânghii conectate la picioarele sale.
La 5 august, grupul Bellingcat⁠(d) a raportat că videoclipurile au fost geolocalizate la Sanatoriul Prîvillea, regiunea Lugansk, și l-a intervievat telefonic pe autorul aparent. O mașină albă marcată cu un Z – o denumire care marchează vehiculele militare rusești și un simbol militarist utilizat în propaganda rusă - poate fi, de asemenea, văzută în videoclip; aceeași mașină poate fi văzută și în videoclipuri oficiale anterioare difuzate de canalele rusești, cu luptătorii Akhmat la uzina Azot în timpul capturării rusești a orașului Severodonețk. Prîvillea fusese capturată și ocupată de ruși de la începutul lunii iulie. Bellingcat a identificat soldații implicați, inclusiv autorul principal (un locuitor din Tuva), care purta o pălărie neagră cu boruri largi distinctivă, ca fiind membri ai unității Akhmat, o formațiune paramilitară cecenă Kadîrovită care luptă pentru ruși în războiul din Ucraina. Ancheta a indicat, de asemenea, că videoclipul nu conținea nicio dovadă de manipulare sau editare.

#### Decapitări și mutilări
În aprilie 2023, au apărut două înregistrări video care păreau să arate soldați ucraineni decapitați și mutilați. O înregistrare video care ar fi fost filmată de mercenarii Grupului Wagner arăta cadavrele a doi soldați ucraineni lângă un vehicul militar distrus, fără cap și mâini, cu o voce care comenta în limba rusă în fundal. A doua înregistrare video părea să arate soldați ruși decapitând un prizonier de război ucrainean cu ajutorul unui cuțit. Misiunea ONU de monitorizare a drepturilor omului în Ucraina a declarat că „din păcate, acesta nu este un incident izolat”.

### Maltratarea prizonierilor de război ruși

#### Torturarea prizonierilor de război ruși în Mala Rohan

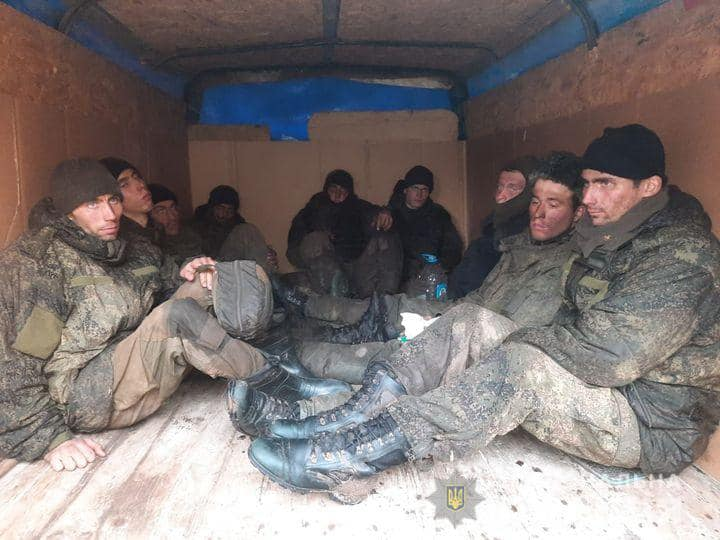
Soldați ruși capturați în timpul bătăliei de la Sumî.

Potrivit unui raport al Înaltului Comisar al ONU pentru Drepturile Omului (OHCHR), membri ai forțelor armate ucrainene au împușcat în picioare trei soldați ruși capturați și au torturat soldații ruși care au fost răniți. Este probabil ca incidentul să fi avut loc în seara zilei de 25 martie 2022 în Mala Rohan⁠(d), la sud-est de Harkov, într-o zonă recent recucerită de trupele ucrainene, și a fost raportat pentru prima dată în urma publicării pe conturile de social media a unui videoclip cu autor necunoscut între 27 și 28 martie. Una dintre versiunile videoclipului prezintă mai mulți soldați culcați la pământ; mulți par să sângereze din cauza rănilor la picioare. Trei prizonieri sunt scoși dintr-un vehicul și împușcați în picior de cineva din afara camerei.

#### Presupusa execuție a soldaților ruși capturați
La 6 aprilie 2022, a fost postat pe Telegram un videoclip care ar arăta trupe ucrainene din Legiunea Georgiană executând soldați ruși capturați. Videoclipul a fost verificat de The New York Times și de Reuters. Un soldat rus rănit a fost aparent împușcat de două ori de un soldat ucrainean în timp ce zăcea la pământ. Trei soldați ruși morți, inclusiv unul cu o rană la cap și mâinile legate la spate, au fost arătați lângă soldat. Videoclipul pare să fi fost filmat pe un drum la nord de satul Dmytrivka, la șapte mile sud de Bucea. Autoritățile ucrainene au promis o anchetă.

#### Predarea contestată a soldaților ruși în Makiivka
La 12 noiembrie 2022, pe site-urile proucrainene a apărut o înregistrare video care arată corpurile unor soldați în uniforme rusești care zac la pământ într-o curte din zona Makiivka. La 17 noiembrie, au apărut alte imagini, filmate de la sol de o persoană aflată la fața locului. Înregistrarea video îi arată pe soldații ruși în timp ce ies dintr-o clădire, se predau și se întind cu fața în jos pe sol. Apoi, un alt soldat rus iese din aceeași clădire și deschide focul asupra soldaților ucraineni care sunt surprinși. O înregistrare video aeriană de la fața locului documentează urmările, cu cel puțin 12 cadavre de soldați ruși, majoritatea poziționate așa cum erau când s-au predat, sângerând din cauza rănilor provocate de gloanțe în cap.
Autenticitatea înregistrărilor video a fost verificată de The New York Times. usia și Ucraina s-au acuzat reciproc de crime de război, Rusia acuzând Ucraina de „împușcarea fără milă a prizonierilor de război ruși neînarmați”, iar Ucraina acuzându-i pe ruși că au deschis focul în timp ce se predau. Oficialii ucraineni au declarat că biroul Procurorului General va investiga înregistrările video, deoarece incidentul poate fi calificat drept o crimă de „perfidie” comisă de trupele ruse prin simularea predării. La 25 noiembrie, Înaltul Comisar al ONU pentru Drepturile Omului, Volker Türk⁠(d), a declarat: „Misiunea noastră de monitorizare din Ucraina a efectuat o analiză preliminară care indică faptul că este foarte probabil ca aceste înregistrări video tulburătoare să fie autentice în ceea ce arată” și a solicitat autorităților ucrainene să investigheze acuzațiile de execuții sumare ale prizonierilor de război ruși „într-o manieră care este - și este văzută ca fiind - independentă, imparțială, completă, transparentă, promptă și eficientă.

## Genocid
Mai multe parlamente naționale, inclusiv cele din Ucraina, Canada, Polonia, Estonia, Letonia, Lituania, Republica Cehă și Irlanda au declarat că invazia a fost un genocid. Savanți în genocid precum Eugene Finkel⁠(d), Timothy D. Snyder, Norman M. Naimark⁠(d) și Gregory Stanton⁠(d) și experții juridici Otto Luchterhandt⁠(d) și Zakhar Tropin au declarat că definiția necesită anumite acte și, de asemenea, intenția de genocid, pentru a stabili genocidul. Un raport întocmit de 30 de cercetători a concluzionat că Rusia este vinovată de incitarea la genocid în Ucraina prin comiterea de acte interzise de Convenția privind genocidul. Raportul a mai afirmat că există un risc serios de agravare a genocidului, declanșând obligația părților străine de a lua măsuri.

## Documentarea crimelor de război
În temeiul a numeroase tratate, Curtea Penală Internațională investighează crimele de război și genocidul. În 1949, Convențiile de la Geneva au definit crimele de război. La sfârșitul secolului al XX-lea, Statutul de la Roma a adăugat crime de război suplimentare aplicabile războiului civil.
Procurorii CPI au emis mandate de arestare pe numele lui Vladimir Putin și al unui oficial rus responsabil cu adopțiile în legătură cu răpirea de copii ucraineni în Rusia. Anchetatorii au prezentat dovezi ale multor încălcări ale Convenției de la Geneva în războiul Rusiei din Ucraina.
Moscova a negat orice implicare în crime de război, un răspuns despre care Vittorio Bufacchi de la University College Cork spune că „a fost la limita farsei”, iar afirmația sa că imaginile de la Bucea au fost fabricate este „un răspuns nesincer, născut din aroganță delirantă, post-adevăr în viteză maximă, (care) nu merită să fie luat în serios”. Chiar și Senatul Statelor Unite, de obicei fracturat, s-a reunit pentru a-l numi pe Putin criminal de război. Unul dintre numeroasele eforturi de documentare a crimelor de război ale Rusiei se referă la bombardamentele repetate ale acesteia asupra piețelor și cozilor de pâine, la distrugerea infrastructurii de bază și la atacurile asupra exporturilor și convoaielor de aprovizionare, într-o țară în care înfometarea deliberată a ucrainenilor de către sovietici, Holodomorul, încă se păstrează în memoria publică. Deportarea forțată a populațiilor, precum cea care a avut loc la Mariuopol, este un alt domeniu de interes, deoarece „deportările și transferurile forțate sunt definite atât ca crime de război în temeiul celei de-a patra Convenții de la Geneva și al Protocolului adițional II și al articolului 8 din Statutul de la Roma, cât și ca crime împotriva umanității — în temeiul articolului 7 din Statutul de la Roma. Atât ca crime de război, cât și crime împotriva umanității, acestea dispun de mai multe mecanisme de răspundere individuală, Curtea Penală Internațională și, de asemenea, la nivelul fiecărui stat, în temeiul jurisdicției universale și al legislației privind sancțiunile Magnitsky.

## Proceduri judiciare naționale

### Ucraina
La 25 februarie, ministrul ucrainean de externe Dmîtro Kuleba a declarat că Rusia comite crime de război și că ministerul și procurorul general al Ucrainei colectează dovezi privind evenimente, inclusiv atacuri asupra grădinițelor și orfelinatelor, care vor fi „transferate imediat” la CPI. La 30 martie, procurorul-șef al Ucrainei a anunțat că construiește 2.500 de cazuri de crime de război împotriva invaziei ruse. La 13 mai a început la Kiev primul proces pentru crime de război, al unui soldat rus căruia i s-a ordonat să împuște un civil neînarmat. Soldatul, Vadim Șișimarin, a pledat vinovat în scurt timp pentru această crimă. La scurt timp după ce Șișimarin a pledat vinovat, alți doi soldați ruși de rang inferior, Alexander Bobikin și Alexander Ivanov, au fost judecați au fost judecați pentru crime de război pentru că au tras cu rachete asupra unui bloc rezidențial din Harkov. Și ei au pledat vinovați.
Mai multe echipe juridice internaționale au fost formate pentru a sprijini procurorii ucraineni.
Echipa comună de anchetă a UE
În urma masacrului de la Bucea, UE a instituit o echipă comună de anchetă (ECI) cu Ucraina pentru a investiga crimele de război și crimele împotriva umanității. În cadrul Echipei comune de anchetă, un grup de investigatori și experți juridici de la Eurojust și Europol este pus la dispoziție pentru a oferi asistență procurorilor ucraineni. La 6 aprilie 2022, procurorul general al Statelor Unite, Merrick Garland, a anunțat că Departamentul de Justiție al SUA asistă procurorii Eurojust și Europol în ancheta lor și că Departamentul de Justiție și de Stat fac, de asemenea, eforturi pentru a sprijini procurorul ucrainean.
În aprilie 2023, JIT Eurojust a fost de acord să adauge crima de genocid la ancheta lor privind crimele de război din Ucraina.
Grupul operativ privind răspunderea pentru crimele comise în Ucraina
La sfârșitul lunii martie 2022, a fost creat Grupul operativ privind răspunderea pentru crimele comise în Ucraina, un grup internațional pro bono de avocați, pentru a ajuta procurorii ucraineni să coordoneze cazurile juridice pentru crime de război și alte crime legate de invazia rusă din Ucraina din 2022.
Grupul consultativ privind crimele de atrocitate
La 25 mai 2022, UE, SUA și Regatul Unit au anunțat crearea Grupului consultativ privind crimele de atrocitate (ACA) pentru a ajuta la coordonarea investigațiilor lor și pentru a sprijini Unitățile privind crimele de război ale Parchetului General al Ucrainei (OPG).

### Rusia
Până în februarie 2023, Rusia a susținut că a acuzat 680 de ucraineni de crime de război, inclusiv 118 soldați și oficiali ai Ministerului Apărării. Comitetul de Investigații al Rusiei a declarat pentru TASS că a deschis peste două mii de dosare penale de la începutul Războiului Ruso-Ucrainean în 2014, inclusiv pentru crime comise în timpul invaziei Ucrainei. Primul caz penal împotriva unui militar ucrainean a fost cel al lui Anton Cherednik⁠(d), un pușcaș marin acuzat de crimă, terorism și tratament crud al civililor. Cherednik a fost condamnat la nouăsprezece ani de închisoare în noiembrie 2023; în momentul pronunțării sentinței sale, se pare că erau în curs cauze împotriva altor 42 de prizonieri ucraineni.
Teritorii ocupate
Kyiv Post⁠(d) a raportat în noiembrie 2023 că instanțele controlate de Rusia în zonele ocupate ale Ucrainei au condamnat mai mulți soldați ucraineni pentru crime de război.

### Alte țări
Mai multe state, printre care Estonia, Germania, Letonia, Lituania, Norvegia, Polonia, Slovacia, Spania și Suedia, au anunțat în martie și aprilie 2022 că vor efectua anchete privind crimele de război din timpul invaziei ruse din Ucraina din 2022, în temeiul principiului jurisdicției universale al dreptului internațional umanitar.
La 5 decembrie 2023, procurorul general al SUA, Merrick B. Garland, a anunțat acuzații de crime de război împotriva a patru militari afiliați Rusiei acuzați de răpirea și torturarea unui cetățean american în Ucraina: comandanții militari ruși Suren Seiranovici Mkrtchyan și Dmitri Budnik și doi ofițeri de rang inferior identificați ca Valeri și Nazar (ambele nume de familie necunoscute).

## Proceduri juridiciare internaționale
Printre instanțele internaționale care au jurisdicție asupra cauzelor generate de invazia rusă din Ucraina se numără Curtea Penală Internațională, Curtea Internațională de Justiție și Curtea Europeană a Drepturilor Omului.
Din cauza numărului mare de dosare aflate pe rolul instanțelor ucrainene, care în iunie 2022 aveau peste 15.000 de dosare în curs de soluționare, și a numărului de organisme internaționale și țări străine care cooperează la anchetarea crimelor de război din Ucraina, s-a solicitat crearea unui tribunal hibrid special care să centralizeze eforturile interne și internaționale. În mai, ideea înființării unui tribunal internațional special a fost susținută oficial de un grup de membri ai Parlamentului European. Înființarea unui tribunal special în cadrul Organizației Națiunilor Unite ar putea fi împiedicată de poziția Rusiei ca membru permanent al Consiliului de Securitate și de dificultatea de a întruni majoritatea necesară de două treimi în Adunarea Generală.

### Curtea Penală Internațională

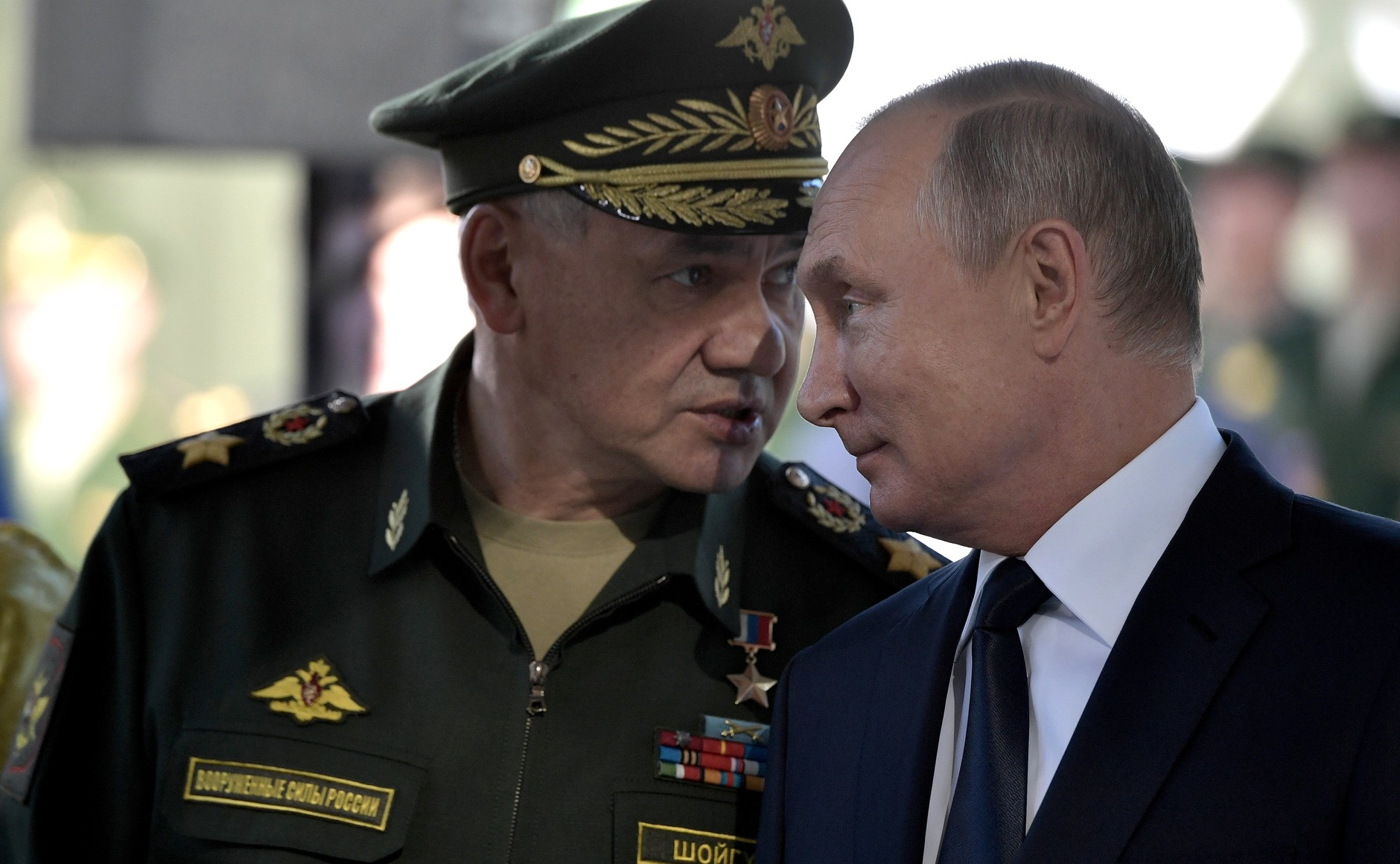
Mandatele de arestare pentru crime de război au fost emise de CPI împotriva președintelui rus Vladimir Putin (dreapta) și a ministrului rus al apărării Serghei Șoigu (stânga).

La 25 februarie 2022, procurorul ICC Karim Ahmad Khan⁠(d) a declarat că CPI ar putea „să își exercite jurisdicția și să investigheze orice act de genocid, crimă împotriva umanității sau crimă de război comis pe teritoriul Ucrainei.” La 28 februarie, Khan a declarat că va lansa o anchetă CPI completă și că a solicitat echipei sale să „exploreze toate posibilitățile de conservare a probelor”. Acesta a declarat că deschiderea oficială a investigației ar fi mai rapidă în cazul în care un stat membru al CPI ar trimite cazul pentru investigație. Prim-ministrul lituanian Ingrida Simonyte⁠(d) a declarat în aceeași zi că Lituania a solicitat deschiderea anchetei CPI.
La 2 martie 2022, 39 de state sesizaseră deja procurorul CPI cu privire la situația din Ucraina, acesta putând deschide o anchetă cu privire la acuzațiile de crime de război, crime împotriva umanității sau genocid comise în trecut și în prezent în Ucraina de către orice persoană începând cu 21 noiembrie 2013. La 11 martie, două sesizări suplimentare au fost înaintate procurorului CPI, iar procurorul a declarat că investigațiile vor începe. Biroul procurorului a creat o metodă online pentru ca persoanele care dețin dovezi să inițieze contactul cu anchetatorii, iar o echipă de anchetatori, avocați și alți profesioniști a fost trimisă în Ucraina pentru a începe colectarea de dovezi.
Nici Ucraina, nici Rusia nu sunt părți la Statutul de la Roma, temeiul juridic al CPI. CPI are competența de a investiga deoarece Ucraina a semnat două declarații prin care consimte la jurisdicția CPI cu privire la crimele comise în Ucraina începând cu 21 noiembrie 2013. Articolele 28(a) și 28(b) din Statutul de la Roma definesc relația dintre responsabilitatea de comandă și responsabilitatea superioară a structurilor lanțului de comandă al forțelor armate implicate. 
Până la 10 iunie, ancheta CPI a trimis peste 40 de anchetatori, cel mai mare efort din istoria CPI, și există apeluri pentru crearea unei curți speciale sau a unui tribunal internațional care să se ocupe de caz.
La mijlocul lunii iunie, potrivit Serviciului General de Informații și Securitate al Olandei, un presupus ofițer GRU, care a fost student al profesorului de genocid Eugene Finkel⁠(d), a încercat să intre în Țările de Jos sub o identitate falsă. Scopul era să se infiltreze în CPI prin intermediul unui stagiu, ceea ce i-ar fi permis să aibă acces și, eventual, să influențeze cazul penal în curs privind crimele de război.
Începând cu iunie 2024, CPI a emis mandate de arestare pe numele a șase suspecți ruși. Președintele Putin și Maria Lvova-Belova⁠(d) au fost puși sub acuzare în martie 2023 pentru implicarea lor în răpirea și deportarea copiilor ucraineni. Oficialii militari ruși Viktor Sokolov și Serghei Kobylash au fost puși sub acuzare în aprilie 2024 pentru că au ordonat atacuri cu rachete împotriva infrastructurii civile. Ministrul Apărării Serghei Șoigu și Valeri Gerasimov au fost puși sub acuzare în iunie același an din motive similare.

### Curtea Internațională de Justiție
La 27 februarie, Ucraina a depus o petiție la Curtea Internațională de Justiție susținând că Rusia a încălcat Convenția privind genocidul, folosind o acuzație nefondată de genocid pentru a-și justifica agresiunea împotriva Ucrainei.
La 1 martie, CIJ a solicitat oficial Rusiei să „acționeze în așa fel” încât să facă posibilă intrarea în vigoare a unei decizii privind măsurile provizorii. Audierile inițiale în acest caz au avut loc la 7 martie 2022 la Palatul Păcii din Haga, Țările de Jos – sediul Curții – pentru a determina dreptul Ucrainei la măsuri provizorii. Delegația rusă nu s-a prezentat la aceste proceduri, dar a depus o declarație scrisă.
La 16 martie 2022, Curtea a decis cu 13 voturi pentru și 2 împotrivă că Rusia trebuie să „suspende imediat operațiunile militare” pe care le-a început la 24 februarie 2022 în Ucraina, vicepreședintele Kirill Gevorgian⁠(d) al Rusiei și judecătorul Xue Hanqin⁠(d) al Chinei fiind în dezacord. De asemenea, Curtea a solicitat în unanimitate „ambelor părți [să] se abțină de la orice acțiune care ar putea agrava sau extinde litigiul aflat pe rolul Curții sau ar putea face mai dificilă soluționarea acestuia.

### Propunere de instanță specializată pentru crima de agresiune
Consiliul Europei a cerut înființarea unui tribunal penal internațional care să „investigheze și să judece crima de agresiune” comisă de „conducerea politică și militară a Federației Ruse”. Conform propunerii Consiliului Europei, tribunalul ar trebui să aibă sediul la Strasbourg, „să aplice definiția crimei de agresiune” stabilită în dreptul internațional cutumiar și „să aibă competența de a emite mandate internaționale de arestare și să nu fie limitat de imunitatea statului sau de imunitatea șefilor de stat și de guvern și a altor funcționari de stat”. În mod similar, alte organisme internaționale, cum ar fi Comisia Europeană și Adunarea Parlamentară a NATO și mai multe guverne, inclusiv Guvernul Ucrainei, au susținut înființarea unei instanțe specializate care să judece crima de agresiune.
În noiembrie 2022, Adunarea Parlamentară a NATO a desemnat Federația Rusă drept organizație teroristă și a făcut apel la comunitatea internațională să „ia măsuri colective în vederea înființării unui tribunal internațional care să judece crima de agresiune comisă de Rusia prin războiul său împotriva Ucrainei.” În noiembrie 2022, Comisia Europeană a declarat că Uniunea Europeană va depune eforturi pentru înființarea unui tribunal specializat care să investigheze și să judece Rusia pentru crima de agresiune.

## Alte organizații internaționale

### Comisia internațională de anchetă privind Ucraina
Pe 4 În martie 2022, Consiliul Organizației Națiunilor Unite pentru Drepturile Omului a votat cu 32 de voturi pentru, 3 împotrivă și 13 abțineri pentru crearea Comisiei internaționale independente de anchetă privind Ucraina, o comisie internațională independentă formată din trei experți în drepturile omului, cu mandatul de a investiga încălcările drepturilor omului și ale dreptului internațional umanitar în timpul invaziei ruse din Ucraina din 2022. La 23 septembrie 2022, Comisia a confirmat încălcările drepturilor omului de către forțele ruse, cu cazuri de ucidere nediscrimnatorie, violență sexuală împotriva copiilor și tortură în zeci de locații din Ucraina. Aceștia au declarat că armele explozive cu efecte la scară largă au provocat daune și suferințe imense civililor în zonele populate și au confirmat că au fost găsite victime cu semne vizibile de execuție. Ei au documentat cazuri de copii violați, torturați și închiși ilegal. De asemenea, copiii au fost uciși și răniți în atacuri nediscriminatorii cu arme explozive.

### Misiunea ONU de monitorizare a drepturilor omului în Ucraina
Misiunea ONU de Monitorizare a Drepturilor Omului în Ucraina (HRMMU), a cărei monitorizare a încălcărilor drepturilor omului de către toate părțile din Ucraina a început în 2014, și-a continuat monitorizarea în timpul invaziei ruse din 2022, menținând 60 de observatori în Ucraina. La 30 martie 2022, HRMMU înregistrase 24 de „acuzații credibile” privind utilizarea de către Rusia a munițiilor cu dispersie și 77 de incidente de deteriorare a instalațiilor medicale în timpul invaziei. Michelle Bachelet a declarat: „Distrugerea masivă a obiectelor civile și numărul mare de victime civile indică în mod clar faptul că principiile fundamentale ale distincției, proporționalității și precauției nu au fost suficient respectate”.

### Organizația pentru Securitate și Cooperare în Europa
Ca răspuns la invocarea Mecanismului de la Moscova la 3 martie 2022, o misiune de experți formată din trei persoane a fost desemnată în cadrul regulilor mecanismului. Raportul misiunii, publicat de Oficiul OSCE pentru Instituții Democratice și Drepturile Omului (ODIHR) la 12 aprilie 2022, a afirmat că, deși o evaluare detaliată a majorității acuzațiilor nu a fost posibilă, misiunea a găsit modele clare de crime de război comise de forțele ruse. .  Potrivit raportului, dacă armata rusă s-ar fi abținut de la atacuri nediscriminatorii și disproporționate, numărul victimelor civililor ar fi rămas mult mai mic și mai puține case, spitale, școli și proprietăți culturale ar fi fost deteriorate sau distruse.  Raportul a denunțat încălcarea dreptului internațional umanitar privind ocupația militară și încălcarea dreptului internațional al drepturilor omului (dreptul la viață, interzicerea torturii și a altor tratamente și pedepse inumane și degradante), mai ales în zonele aflate sub controlul direct sau indirect al Rusiei. 

## Reacții internaționale

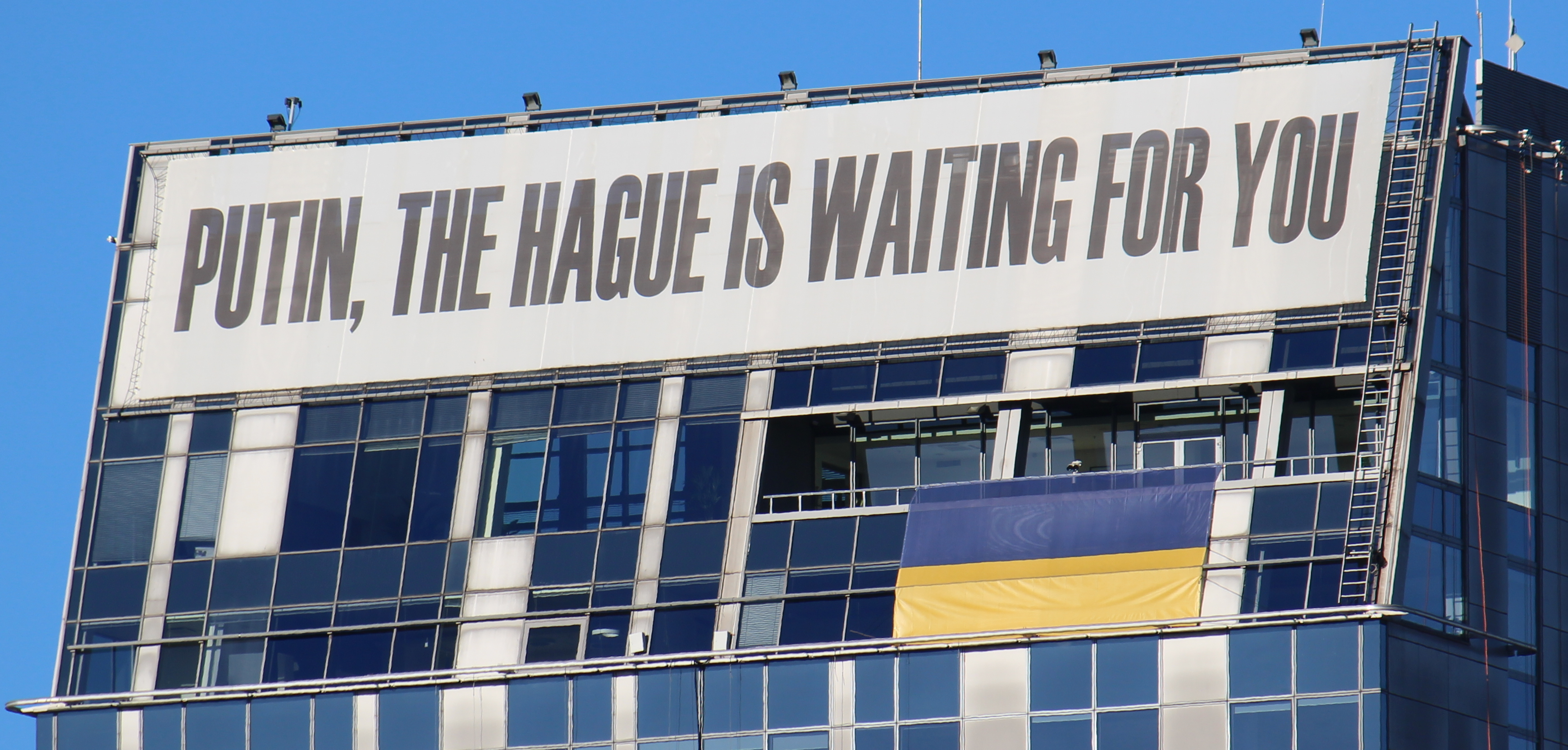
Banner ridicat de municipalitatea orașului Vilnius.

În timpul comentariilor din Camera Comunelor în februarie 2022, prim-ministrul britanic Boris Johnson a declarat că „oricine trimite un rus în luptă pentru a ucide ucraineni nevinovați” ar putea fi acuzat. El a remarcat, în plus, că „Putin va fi condamnat în ochii lumii și ai istoriei”.
La 16 martie, președintele american Joe Biden l-a numit pe Putin criminal de război. La 23 martie, secretarul de stat al SUA Antony Blinken, a anunțat că „pe baza informațiilor disponibile în prezent, guvernul SUA apreciază că membri ai forțelor Rusiei au comis crime de război în Ucraina.” O săptămână mai târziu, Departamentul de Stat al SUA a emis o evaluare oficială conform căreia Rusia a comis crime de război. La 12 aprilie 2022, Biden a descris crimele de război ale Rusiei în Ucraina drept constituind genocid. El a adăugat că Putin „încearcă să șteargă ideea de a putea fi ucrainean”.
La 3 aprilie 2022, ministrul francez de externe Jean-Yves Le Drian a descris abuzurile forțelor ruse în orașele ucrainene, în special în Bucea, drept posibile crime de război. La 7 aprilie, președintele francez Emmanuel Macron a declarat că omorurile din orașul ucrainean Bucea au fost „foarte probabil crime de război”.
Adunarea Generală a Organizației Națiunilor Unite a votat la 7 aprilie 2022 suspendarea Rusiei din Consiliul ONU pentru Drepturile Omului pentru „încălcări grave și sistematice și abuzuri ale drepturilor omului”.